# Histoire de la Corse
L'histoire de la Corse commence avec les premières occupations humaines du territoire. La position géographique de la Corse en mer Méditerranée a suscité les convoitises depuis l'Antiquité. Les Phéniciens et les Sardes commercent avec l'île, mais seuls les seconds prennent pied sur l'île. Les Phocéens fondent Aléria (appelée alors Alilia) en -565 et sont chassés par les Étrusques, eux-mêmes chassés par les Syracusains. Vers -280, les Carthaginois contraignent les Syracusains au départ, avant de devoir quitter l'île après les défaites lors des guerres puniques. La République romaine prend pied sur l'île et organise le territoire, tout en ayant une politique très dure à l'égard des peuples présents sur l'île, notamment à Aléria. La Corse et la Sardaigne sont alors rattachées au sein d'une même province, et l'île devient une colonie de peuplement. Auguste fait de l'île une province impériale, qui connaît peu de troubles jusqu'à la chute de l'Empire romain d'Occident en 476. À partir de là, la Corse ne va cesser de connaître des attaques armées, des administrations d'autres États ou des occupations jusqu'à sa conquête par la France en 1769.
Du XIe siècle au XVIIIe siècle, l'île est sous l'administration de la république de Pise puis de la république de Gênes, hormis l'intermède de la présence française de 1553 à 1559. À partir du XVIe siècle, l'Angleterre, l'Empire espagnol et le royaume de France commencent à s'intéresser à l'île en raison de sa position stratégique. La guerre de succession de Pologne puis la guerre de succession d'Autriche renforcent la rivalité entre les trois puissances européennes, d'autant plus que la Corse connaît deux indépendances éphémères avec le royaume de Corse en 1736 puis la République corse à partir de 1755. Néanmoins, le royaume de France négocie deux traités à Compiègne avec Gênes, en 1756 et 1764 et reprend pied sur l'île dans les places fortifiées pour la première fois depuis 1559. L'impossibilité pour Gênes de respecter les conditions du traité de Versailles et la volonté de revanche du royaume de France sur la Grande-Bretagne depuis la guerre de Sept Ans facilitent la stratégie de Étienne-François de Choiseul, le principal ministre de Louis XV, qui projetait dès 1764 l'annexion de l'île. La bataille de Ponte-Novo met fin à l'indépendance de la Corse, qui devient un Pays d'états. La réunion de la Corse à la France est actée au début de la Révolution française le 30 novembre 1789. Les puissances étrangères reconnaissent la réunion de la Corse à la France par le traité de Paris de 1814, après la fin des guerres napoléoniennes et l'éphémère Royaume anglo-corse.
L'île connaît un développement important au XIXe siècle, notamment durant le Second Empire et au début de la Troisième République. Après la Première Guerre mondiale où la mobilisation fut très importante en Corse, l'île connaît un déclin démographique et économique considérable, y compris dans les principales villes. Néanmoins, elle réaffirme son attachement à la France face à la montée de l'irrédentisme italien à travers le serment de Bastia prononcé le 4 décembre 1938. Placée dans la Zone libre par l'armistice du 22 et du 24 juin 1940, l'île est occupée par l'armée royale italienne à partir de novembre 1942 puis par des troupes de la Heer et des Waffen-SS en juin 1943. L'armistice de Cassibile fait passer l'Italie dans le camp des Alliés, et la Corse se soulève contre l'occupant. Elle est totalement libérée le 5 octobre 1943, étant le premier territoire libre de France métropolitaine. L'île devient une base aérienne pour les Alliés, sa position étant centrale notamment pour le débarquement de Provence. Antoine de Saint-Exupéry est d'ailleurs parti de Borgo pour sa dernière mission d'où il n'est jamais revenu, son avion ayant été abattu en Méditerranée. L'État réalise de nombreux investissements et aménagements sous la Quatrième République pour tenter d'enrayer le déclin de l'île. Néanmoins, le nationalisme corse renaît à la fin des années 1960, pourtant en plein dans la période des Trente Glorieuses. Les événements d'Aléria de 1975 amorcent une recrudescence de la violence et des conflits internes au sein de l'île, et de là naît la question de l'autonomie. Plusieurs statuts sont adoptés à partir de 1982, mais cela ne change pas la position de la frange radicale des nationalistes. En 1998, l'assassinat de Claude Érignac par un commando armé affilié au FLNC constitue le point d'orgue des violences dans l'île et l'atteinte la plus grave à l'autorité de l'État depuis l'assassinat de Paul Doumer en 1932. Depuis 2018, l'île est une collectivité territoriale unique.

## Préhistoire

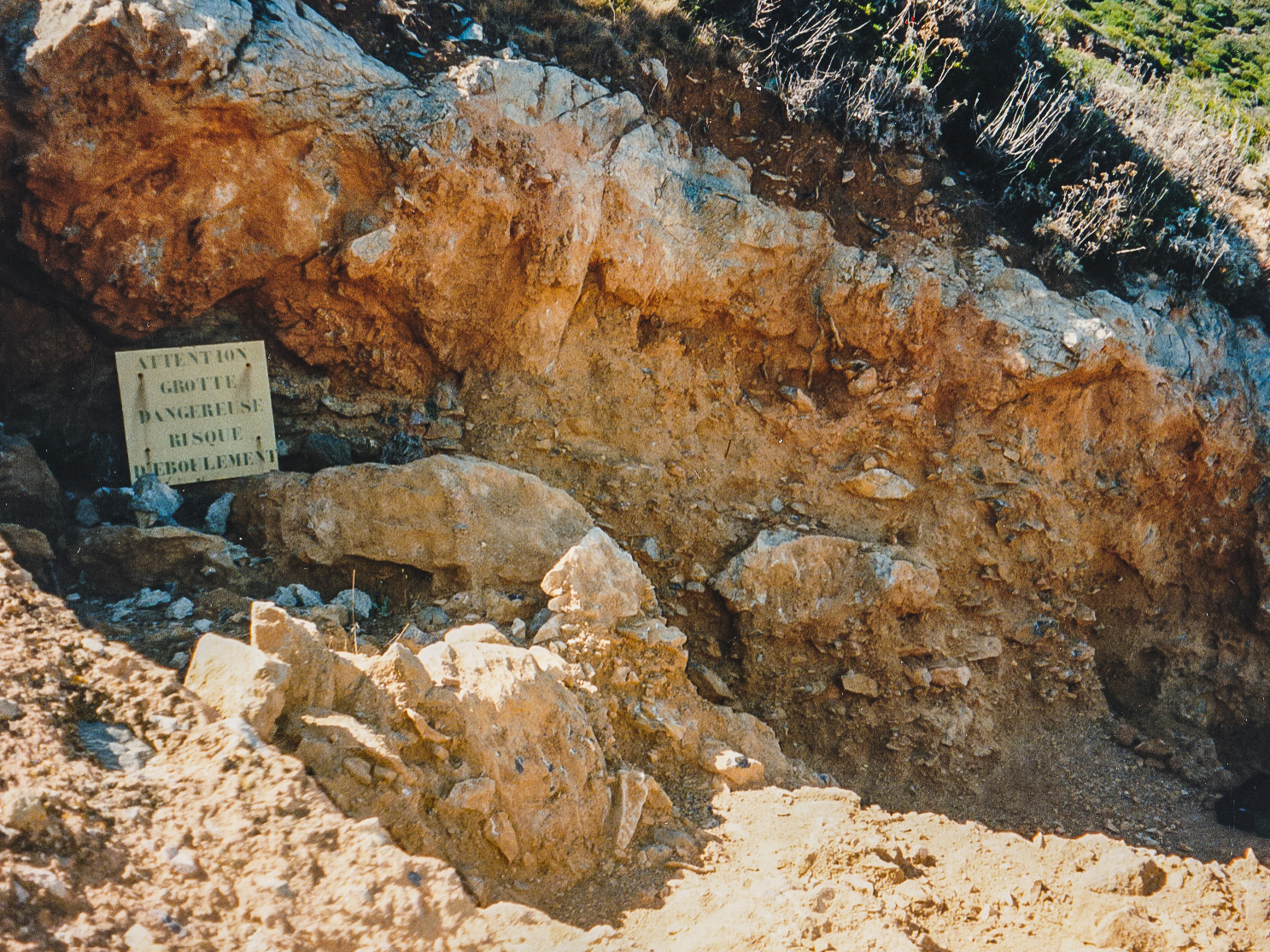
Site archéologique de Macinaggio (Haute-Corse), photographié en 1998.

La préhistoire de la Corse commence au VIIe millénaire av. J.-C.. Une présence humaine à l'époque du paléolithique est établie, mais sa datation n'a pas pu l'être avec certitude par les fouilles archéologiques et les études anthropologiques. Des traces de possibles foyers ainsi que des éclats de calcaire ont été trouvés, en particulier dans le Cap Corse sur le site de Macinaggio — découvert en 1954 par le géologue François Ottman — situé dans le village de Rogliano.
En 2023, la plus ancienne sépulture complète mise au jour reste la Dame de Bonifacio, un squelette féminin du mésolithique retrouvé dans l'abri sous roche d'Araguina-Sennola près de Bonifacio.

## Antiquité
Dès l'Antiquité, la Corse devient objet de convoitises de la part des peuples ou États qui dominent le bassin méditerranéen. Tous poseront le pied sur l'île et s'y installeront à plus ou moins long terme. Elle devient assez vite une colonie de peuplement, mais aussi constituait une réserve importante de main d'œuvre pour les puissances méditerranéennes, en particulier pour les Carthaginois ou les Romains.
Le premier peuple qui domina le Bassin méditerranéen est celui des Phéniciens. Ils ne pratiquent pas de colonisation des territoires qu'ils découvrent, se contentant d'établir des comptoirs commerciaux. Contrairement aux autres peuples et civilisations qui domineront le Bassin méditerranéen, ils préfèrent jouer le rôle d'intermédiaire. La présence phénicienne en Sardaigne voisine est attestée par l'archéologie, contrairement à la Corse. Cependant, étant donné la proximité entre les deux îles, il est possible que les Phéniciens soient venus en Corse. La présence des Grecs avant le VIe siècle av. J.-C. est hypothétique, en particulier pour Phéniciens.
D'après Hérodote, c'est vers 565 av. J.-C. que les Phocéens — qui ont fondé Massilia à la même période — s'installent sur l'île et fondent la cité d'Alalia, site de l'actuelle Aléria sur la Plaine orientale. Ils auraient été chassés de Phocée (Ionie) par un siège mené par Harpage pour fonder la cité là où l'oracle de Delphes leur aurait indiqué,. Comme les Phéniciens, les Phocéens sont des commerçants et des marins. Ils n'hésitent pas à recourir à la piraterie pour préserver leurs intérêts en Méditerranée, profitant de leur présence à Massilia et à Alalia. En 545 av. J.-C., les Perses envahissent l'Ionie et les Phocéens préfèrent quitter leur île. La plupart se rendent à Alalia ou à Massilia,. Alalia devient alors une cité prospère et participe à la diffusion de l'hellénisme en Méditerranée. Sa position est d'ailleurs idéale, la cité se situant en face de l'Étrurie et se trouvant sur la route de l'Ibérie qui passait par Bonifacio ou Marseille. L'agriculture se développe, tout comme l'exploitation forestière et minière qui favorisent la construction de navires. Dans le même temps, certaines formes d'artisanat se développent tout comme les arts. Ainsi, la Corse passe les différents stades de l'âge du fer sans retard sur d'autres régions d'Europe. Cependant, hormis pour Alalia, les signes de présence des Grecs sur l'île sont quasi inexistants. Cela s'explique sans doute par le fait que la Corse était la seule île où ses habitants vivaient à l'intérieur des terres contrairement aux autres îles plutôt tournées vers l'extérieur et dont les habitants vivaient plutôt sur le littoral. Vers 540 av. J.-C., les Phocéens sont défaits par les Étrusques et les Carthaginois — qui voyaient tous deux d'un mauvais œil les actes de piraterie des Phocéens — lors de la bataille navale d'Alalia,. Après la bataille, la Corse et les territoires de la Mer Tyrrhénienne reviennent aux Étrusques. Cependant, les Étrusques ne s'implantent pas sur l'île contrairement aux Phocéens. Les seules traces de leur présence sont sur le littoral. Vers 474 av. J.-C., les Étrusques perdent leur hégémonie en Mer Tyrrhénienne au profit de Syracuse après la bataille navale de Cumes,. La présence de Syracuse en Corse semble s'être limitée à la création d'un port vers 453 av. J.-C. qu'ils baptisent Portus Syracusanus et qui serait situé dans le golfe de Porto-Vecchio. Progressivement, à partir de 396 av. J.-C., les Étrusques sont dépassés par la République romaine qui étend progressivement son influence au détriment de l'Étrurie,. Vers 280 av. J.-C., la ligue étrusque est presque entièrement sous le contrôle de Rome.

Situation en Méditerranée avant la Première guerre punique. Carthage et ses territoires sont en bleu.

À partir du IIIe siècle av. J.-C., la Corse devient un territoire d'émigration. Progressivement, Carthage prend possession de l'île et chasse les Étrusques. En 271 av. J.-C., Carthage renforce sa présence à Alalia. L'épisode du départ des Étrusques de l'île aurait fait dire au poète Callimaque de Cyrène que la Corse est une « terre phénicienne ». Cependant, la domination de Carthage en Méditerranée et dans la Tyrrhénienne ne dure pas. La première guerre punique commence vers 264 av. J.-C. avec pour objectif des belligérants le contrôle de la Sicile. Première de trois guerres qui opposeront Rome à Carthage jusqu'en 146 av. J.-C., elles se nomment puniques car les Carthaginois sont appelés Poeni en latin, qui signifie « Puniques » en français,. Pourtant, Rome et Carthage ont longtemps été alliés, notamment contre le roi Pyrrhus Ier qui répondait en 280 av. J.-C. à l'appel de Tarente qui cherchait à éviter d'être annexée par Rome. Plusieurs auteurs anciens, notamment Polybe, Diodore de Sicile ou Tite-Live font mention de plusieurs traités liant les deux cités. Le premier traité, mentionné par Polybe, date de 509 av. J.-C. et délimite les zones d'influence de Rome et de Carthage. Selon les clauses du traité, les Romains n'ont pas le droit de franchir le Cap Bon — ou « Beau Promontoire » — et ne pouvaient accéder qu'à une partie de la Sicile. C'est pendant la guerre de Pyrrhus que Carthage achève la conquête de l'île.
En 260 av. J.-C., Rome remporte une victoire écrasante lors de la bataille navale de Mylae, au nord de Messine. C'est d'ailleurs la première victoire navale pour la flotte romaine, créée peu de temps avant la bataille. Les Carthaginois, qui harcelaient les troupes romaines grâce à leur flotte, subissent une défaite historique, perdant la moitié de leur flotte. La défaite est d'autant plus symbolique que Carthage n'avait aucune rivale sur le plan naval. L'année suivante, le consul Lucius Cornelius Scipio prend possession d'Alalia et rebaptise la cité Aléria,. Les Romains conquièrent toute l'île mais ne dominent réellement que le littoral. Jusqu'en 160 av. J.-C., Rome lance dix expéditions pour conquérir la Corse.

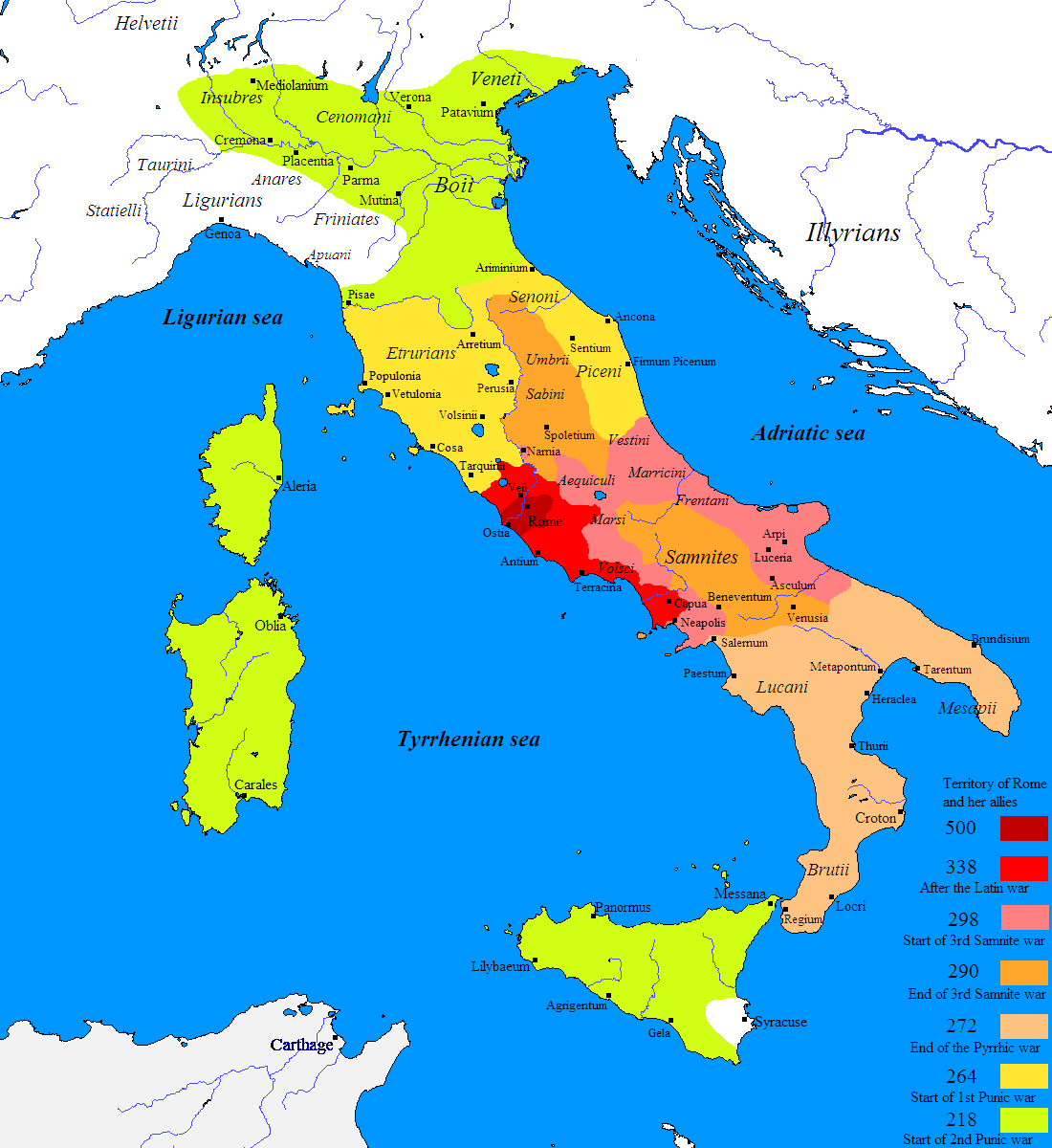
Différentes étapes de la conquête romaine de l'Italie jusqu'à la Deuxième guerre punique.

La guerre s'enlise, notamment en Sicile. La guerre se termine en 241 av. J.-C. par une victoire romaine lors de la bataille navale des îles Égades, : la flotte carthaginoise est détruite. Carthage perd alors toute possibilité de recevoir des renforts venus d'Afrique — ce qui lui permettait de contenir la progression romaine — et doit alors capituler. La Sicile et les îles Éoliennes passent alors sous domination romaine,. Cependant, Rome profite du retrait des Carthaginois pour s'étendre en Méditerranée. En 238 et 237 av. J.-C., Rome conquiert la Sardaigne — à la suite d'une révolte de mercenaires où Carthage est contrainte de céder l'île à Rome — puis la Corse,. Elle craint la puissance de Hamilcar Barca — le père d'Hannibal Barca — qui vient de prendre le pouvoir à Carthage après avoir réprimé une révolte menée par des mercenaires dont Carthage n'a pu payer la solde durant la guerre. Les deux îles deviennent une province romaine en 227 av. J.-C. après que Rome a réprimé plusieurs révoltes, notamment en Corse. La même année est fondée la cité de Carthagène en Espagne,. La conquête définitive de la Corse à lieu en 225 av. J.-C.. Les romains chassent des navires puniques qui circulaient au large de l'île. Cependant, d'autres révoltes surviennent jusqu'en 219 av. J.-C.. L'île pacifiée devient une colonie de peuplement. Les insulaires sont intégrés dans l'organisation sociale romaine et aux responsabilités. Cependant, Rome poursuit ses conquêtes et la Corse ne reste plus une priorité, d'autant qu'elle n'est pas aussi riche que la Sardaigne, la Sicile ou l'Hispanie romaine. La deuxième guerre punique commence d'ailleurs par la marche d'Hannibal depuis l'Espagne méridionale jusqu'en Italie.
Depuis que Carthage a cédé la Sardaigne et la Corse à Rome, la cité opère un redressement spectaculaire qui inquiète Rome au point qu'un traité (traité de l'Iber) est négocié en 226 av. J.-C. pour fixer la limite de l'expansion carthaginoise en Espagne.
Cependant, Hannibal franchit la limite fixée par le traité en 219 av. J.-C., ce qui constitue le casus belli de la deuxième guerre punique,. Jusqu'en 212 av. J.-C., Carthage domine Rome malgré une infériorité numérique importante, notamment sur le plan naval. La guerre d'usure menée par l'armée romaine ne permis pas de stopper la progression de Carthage.
Cette année-là, Hannibal se trouve aux portes de Rome. Les Romains sont en bien mauvaise posture, accumulant les revers — notamment la bataille de Cannes en 216 av. J.-C. — au point que plusieurs consuls meurent au combat. Rien qu'à Cannes, 70 000 soldats meurent au combat selon Polybe. Tite-Live estime quant à lui les pertes à 48 000 soldats. En 212 av. J.-C., le Sénat organise des Jeux apollinaires en l'honneur d'Apollon afin de chasser les Puniques d'Italie. Les deux sièges de Capoue, en 212 puis en 211 av. J.-C., permettent aux Romains de faire un exemple pour empêcher toute nouvelle trahison — ce qui revenait à s'allier à Carthage — en faisant exécuter tous les partisans du ralliement à Hannibal.
Rome envoie également quatre convois jusqu'en 210 av. J.-C. en Corse pour réprimer plusieurs rébellions sans doute encouragées par Carthage dans l'espoir de reprendre pied sur l'île. C'est à cette occasion que Rome fait enrôler des insulaires pour intégrer les légions. En plus de cela, les Numides alliés de Carthage changent de camp et s'allient à Rome.
La guerre finit par s'enliser, Rome interceptant notamment une flotte de quatre-vingts navires au large de l'île, jusqu'à la défaite finale des troupes d'Hannibal face à Scipion l'Africain lors de la bataille de Zama en 202 av. J.-C.,.
Carthage doit alors céder la quasi-totalité de sa flotte et toutes ses conquêtes en Hispanie et renonçait à déclarer la guerre sans obtenir l'aval de Rome.
Carthage n'est définitivement vaincue que lors de la troisième guerre punique.
Néanmoins, à partir de 201 av. J.-C., Rome devient une puissance mondiale, c'est-à-dire dominante sur le monde méditerranéen.

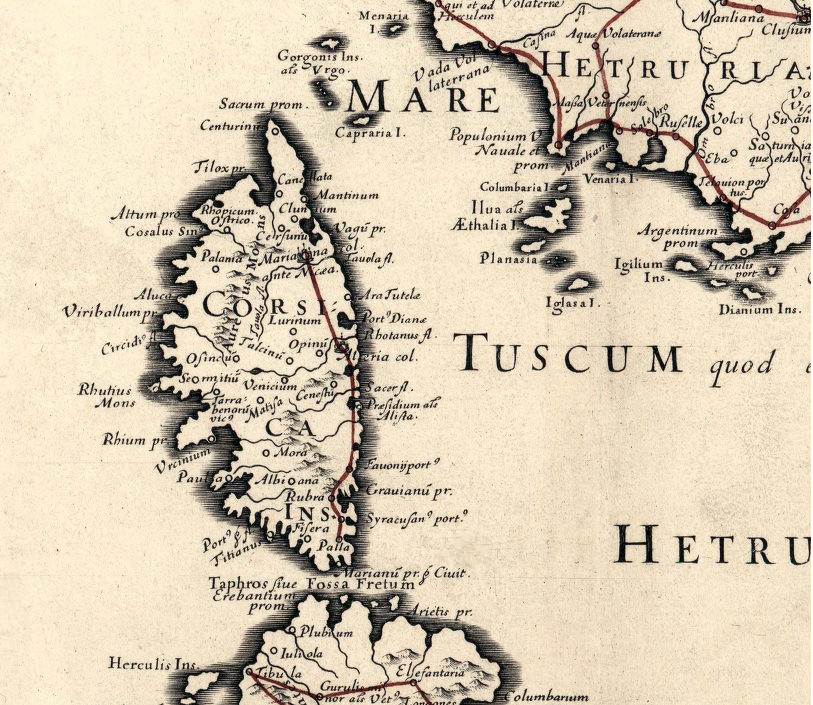
Carte de la voie romaine en Corse datant de 1641.

La présence romaine permet à la Corse de connaître plusieurs siècles de calme et de prospérité.
Néanmoins, durant le IIe siècle av. J.-C., l'île connaît plusieurs rébellions qui sont toutes réprimées par Rome, la dernière datant de 111 av. J.-C..
La Corse n'est pas du tout impliquée dans la troisième guerre punique.
Les diverses fouilles d'Aléria ont permis de démontrer que les Romains ont tout fait pour s'implanter de manière durable sur l'île. La cité — la plus grande de l'île — compte près de 20 000 habitants à son apogée, et elle est aménagée comme la plupart des cités romaines.
Jules César aurait même visité la cité en 46 av. J.-C..
En plus de l'agriculture, l'île connaît un essor important du commerce maritime grâce à son ouverture sur la Méditerranée.
Les infrastructures se développent, à l'image de la voie romaine, ainsi qu'une administration efficace — même si la corruption existe — et une armée stationnée sur l'île.
Auguste en fait même une province autonome détachée de la Sardaigne en 6 ap. J.-C..
Cependant, jusqu'à la chute de l'Empire romain d'Occident, une incompréhension subsiste entre les Corses et les Romains.
L'île est aussi un lieu où sont envoyés les exilés de la cour impériale, à l'image de Sénèque qui y est exilé de 41 à 49 ap. J.-C. sur ordre de Claude.
L'île connaît la christianisation comme tout l'Empire, mais aucun évènement important ne s'y produit jusqu'à la chute finale de l'Empire.

## Haut Moyen-Âge
À partir du déclin final de l'Empire romain vers 457, la Corse traverse une période d'instabilité. La dislocation de l'Empire ne permet plus à l'île d'être défendue contre les invasions barbares. Les Vandales sont les premiers à débarquer sur l'île au milieu du Ve siècle vers 455 peu de temps après le deuxième sac de Rome mené par les Barbares. Ils détruisent la plupart des cités, notamment Aléria, et rasent de nombreux bâtiments chrétiens. Il semble qu'ils ne se livrent pas à des persécutions envers les insulaires. La Corse devient alors partie intégrante du Royaume vandale. Les Vandales contribuent à ancrer le christianisme arien en Corse alors qu'ils combattent le christianisme nicéen partout où ils ont remplacé les Romains. L'occupation vandale de l'île prend fin grâce à la reconquête de l'empereur romain d'Orient Justinien Ier tandis que les Vandales sont déportés en Asie mineure. Au milieu du VIe siècle, la Corse intègre avec la Sardaigne et l'Afrique la province romaine d'Orient dite « exarchat de Carthage ». Ainsi, jusqu'au VIIe siècle, la Corse est sous domination byzantine, mais la lourdeur des taxes romaine d'Orient est telle que les Corses finissent par faire appel aux Goths pour se délivrer de l'emprise byzantine : les Goths réinvestissent l'île de 546 à 549. Les Lombards, quant à eux, commencent à s'installer en Corse à partir de la fin du VIe siècle,. Concernant les affaires religieuses, la Corse dépend directement du diocèse de Rome, c'est-à-dire du pape en personne. C'est Grégoire Ier, dit « le Grand » (590-604), qui affirme la souveraineté spirituelle sur l'île. Nicéen, il combat l'hérésie arienne que les Vandales et les Goths avaient importée dans l'île. Ce pape laisse un si bon souvenir sur l'île que les Corses choisissent de se placer sous sa protection après sa mort.
De 630 à 756, la Corse est sous domination lombarde. Les Sarrasins (Arabes, Maures ou Berbères) auraient fait quelques débarquements et incursions dans l'île au VIIIe siècle, se livrant aux mêmes violences et pillages que les Vandales à la différence qu'ils se livrèrent également à des persécutions et des massacres de civils. C'est à cette époque que le littoral est abandonné de ses habitants car la malaria s'y développe. La présence sarrasine sur l'île se manifeste notamment par la toponymie. En 754, la donation de Pépin place la Corse sous la protection pontificale en reconnaissant la souveraineté du pape sur les États pontificaux. Les Lombards sont vaincus par les Francs en 756. Les clauses de la donation de Pépin ne sont officiellement appliquées que lorsque Charlemagne devient roi des Lombards en 774. Mais en réalité, la Corse passe sous domination carolingienne : les Corses vivent sous l'autorité de Charlemagne et de ses représentants. En 806, les Maures envahissent la Corse. Charlemagne envoie alors une importante flotte. Les Maures sont battus et doivent livrer treize navires aux Francs. De 828 à 838, le marquis de Toscane Boniface II est préfet de Corse. Le féodalisme apparaît en Corse au IXe siècle lorsque les anciens juges carolingiens deviennent seigneurs. Il s'agit des Biancolacci au sud et des Cinarchesi à l'ouest. Ces premiers seigneurs sont probablement d'origine lombarde. Ce processus de féodalisation se poursuit ensuite avec l'arrivée des marquis de Toscane, puis des vicomtes de Ligurie.

## La période pisane
En 1016, Gênes et Pise supplantent les musulmans en Corse et en Sardaigne et deviennent maîtres de la mer Tyrrhénienne. Plusieurs grandes familles dominent l'île et se partagent les territoires entre le Deçà et le Delà des Monts. C'est à cette époque qu'apparaît cette limite, qui sera utilisée pendant la Révolution française pour créer les départements du Liamone et du Golo. À partir du XIIe siècle, de nouvelles familles arrivent sur l'île, notamment venant de Ligurie. Ces familles sont très liées à la république de Gênes, ce qui facilita la prise en main de l'île par Gênes à la fin du XIIIe siècle. L'île connaît une instabilité importante du fait de cette féodalité naissante, et ne retrouva une certaine stabilité que lorsqu'elle passa sous la domination de la république de Pise.
La rivalité entre les différentes familles oblige les féodaux toscans à demander au pape Grégoire VII son aide et sa protection. Le pape accepte leur requête mais en profite pour réaffirmer les droits de la papauté sur l'île. Il revendique les terres que les féodaux auraient usurpées à la papauté en vertu de la donation de Pépin. Pour cela, le pape fait appel à la république de Pise qui était son allié depuis peu. À partir de 1077, Pise s'implante progressivement sur l'île, d'abord en menant une mission pour réorganiser le clergé puis en s'y implantant militairement. À la fin du XIe siècle, la Corse est inféodée à Pise.

### La Corse sous domination pisane

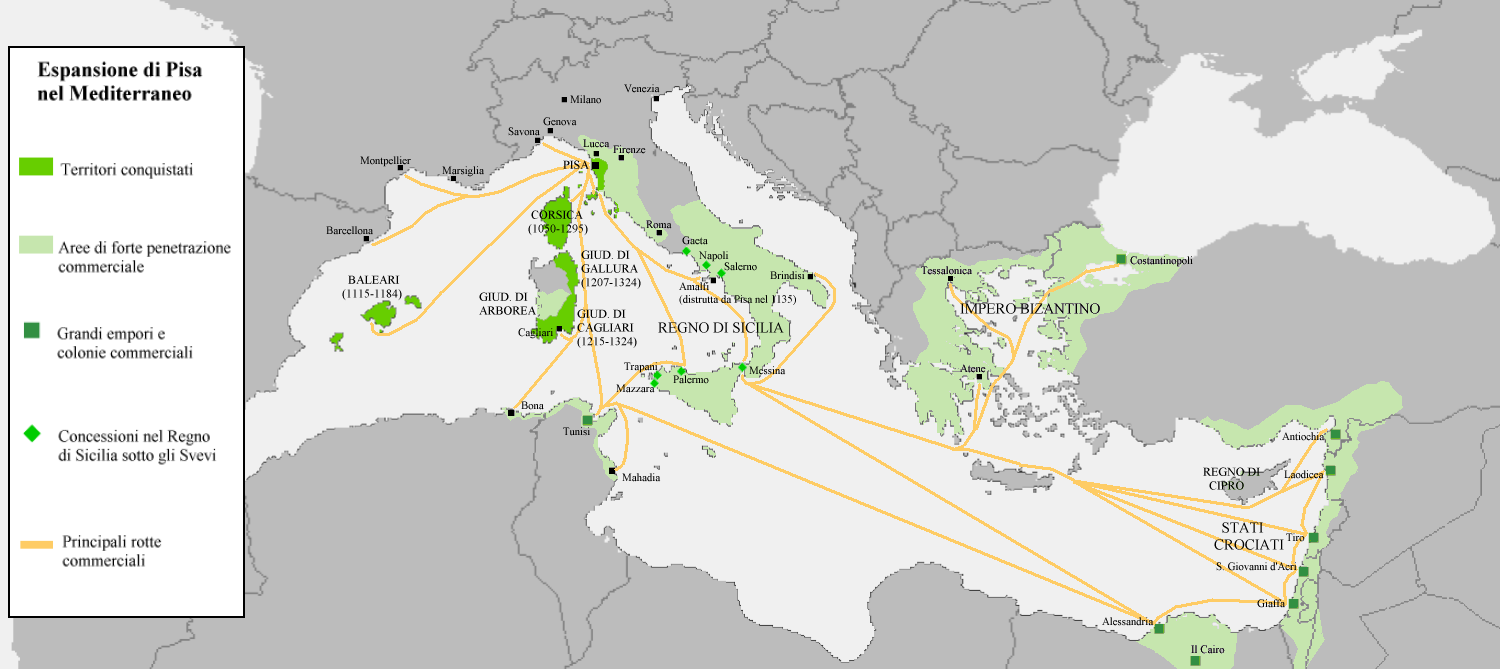
Carte de l'expansion pisane.

En 1091, le pape Urbain II cède à Pise la souveraineté de la Corse moyennant une redevance annuelle payée par l'archidiocèse de Pise. L'archevêque de Pise prend alors le titre de « primat de Sardaigne et de Corse ». Symbole de cette décision, toute l'élite pisane est présente lorsque la basilique reconstruite de Mariana (actuelle Lucciana en Haute-Corse) est inaugurée en 1114.
Durant la domination pisane, la Corse connaît à nouveau une période de stabilité et de prospérité. L'île profite de la suprématie pisane en Méditerranée pour à nouveau s'ouvrir sur l'extérieur grâce au commerce. De nouvelles voies de communication sont construites tout comme les bâtiments publics, sans compter les édifices endommagés par les invasions barbares et sarrasines. Parmi ces signes de prospérités, Pise fait construire plus de 3 000 edifices religieux, des simples églises aux cathédrales.
Néanmoins, la Corse n'est pas entièrement pacifiée ou stabilisée. Les Sarrasins opèrent plusieurs attaques et débarquements sur l'île, tandis que certains seigneurs profitent de la rivalité naissante avec la république de Gênes pour mettre en place leur propre système fiscal et féodal. De plus, le pape Innocent II revient en partie sur les décisions prises par Urbain II concernant la Corse, et accorde une partie des évêchés à Gênes en 1133.

### La rivalité naissante entre Pise et Gênes
La Corse se trouve impliquée malgré elle dans le conflit entre l'empereur du Saint-Empire et le pape qui revendiquent la souveraineté sur la péninsule italienne. Le conflit prend de l'ampleur lors des règnes respectifs de l'empereur Frédéric II et du pape Grégoire IX. Or, le pape etait soutenu par les Guelfes — soutenus par Gênes — et l´empereur par les Gibelins — soutenus par Pise — ce qui rendait la situation de la Corse très incertaine d'autant que le partage des évêchés avait aggravé la situation,. Gênes et Pise s'affrontent à partir de 1119, le conflit n'étant réglé que par le partage d'Urbain II en 1133. Le conflit reprend cependant en 1140, se terminant une dizaine d'années plus tard. La paix est rompue à nouveau en 1162 lorsque Gênes apprend que Pise aurait participé au sac du quartier génois de Constantinople.
Au début du XIIe siècle, Pise est au sommet de sa puissance. Elle est parvenue à chasser les Sarrasins de Corse, mais aussi de Sardaigne et de Sicile. Pendant une courte période, elle s'est même alliée à Gênes pour y parvenir, mais l'alliance n'a pas résisté à ce succès. Elle est l'une des cités italiennes les plus prospères et domine la mer Tyrrhénienne. Pise finit même par changer d'alliance et se rapprocher de l'empereur. Cependant, la cité commence à décliner à la fin du siècle. Ayant les mêmes visées territoriales que Gênes, le conflit devient inévitable. La fragile paix entre les deux cités portuaires fut obtenue après la chute de Jérusalem en 1187, vécue comme un choc par les chrétiens.

### Déclin et défaite pisane
Le partage des évêchés par Innocent II en 1133 fait que Gênes est solidement implanté dans le Deçà des Monts. Tout en aidant Pise à chasser les Sarrasins de l'île, Gênes conquiert Bonifacio en 1195. À l'époque, avoir la maîtrise des bouches de Bonifacio est essentiel pour le commerce maritime. Grâce à la conquête de Bonifacio, Gênes lance plusieurs expéditions pour s'implanter en Corse. Elle fonde deux autres villes fortifiées, l'un près de la ville cité d'Ajaccio et l'autre à Calvi. Son implantation dans le Delà des Monts inquiéta Pise qui ne pouvait rivaliser face aux expéditions génoises. En 1253, l'évêque l'Aléria demanda aux autorités pisanes de repeupler la cité, expliquant qu'elle n'était plus capable de se défendre en cas d'invasion.
Pise est finalement vaincue en 1284 lors de la bataille navale de la Meloria où sa flotte est totalement détruite par la flotte génoise. La Corse passe alors sous domination génoise.

## La domination génoise

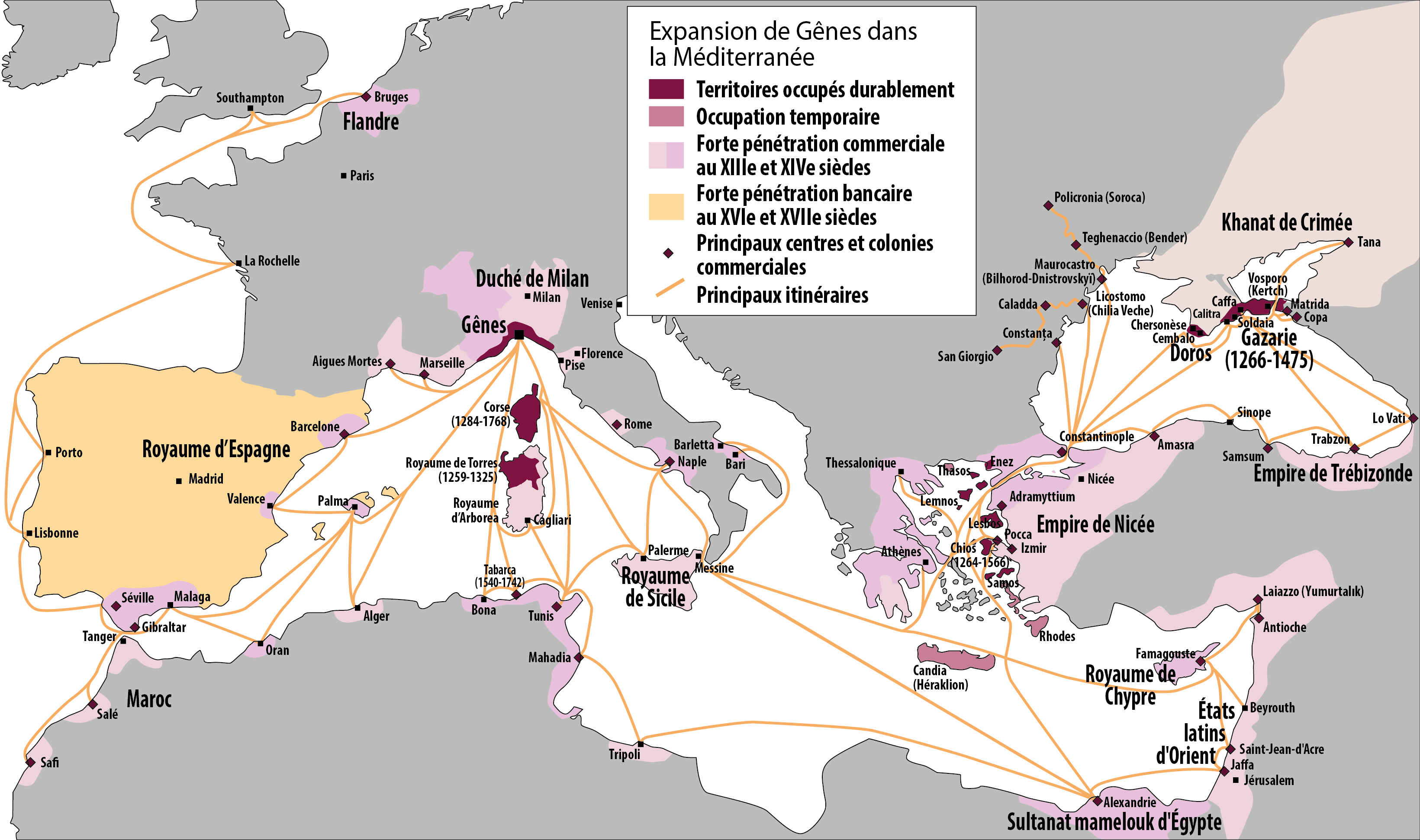
Carte de l'expansion génoise.

Malgré l'acquisition de la Corse, Gênes est dans une situation compliquée à la fin du XIIIe siècle. Bien qu'elle ait triomphé de Pise et annexé Livourne, elle était toujours sous la menace de la république de Venise — que Gênes avait combattu en tant qu'allié de l'Empire byzantin pour reconquérir les territoires perdus en 1204 lors de la quatrième croisade — mais aussi de son allié, le royaume d'Aragon.
L'intérêt pour l'île étant essentiellement stratégique, Gênes ne prend pas le temps de mettre sur pied une administration efficace. Cet état de fait va perdurer jusqu'au XVe siècle, mais Gênes ne prendra jamais au sérieux la possibilité de s'implanter durablement sur l'île.

### Le conflit entre Gênes et le royaume d'Aragon
L'origine du conflit entre Gênes et le royaume d'Aragon est liée au conflit persistant entre l'empereur et le pape, qui a commencé au XIe siècle. Entre 1049 et 1075, les partisans du pape et les partisans de l'empereur, y compris au sein de l'Église catholique, se disputent sur la question des investitures des dignitaires. L'élection du pape Grégoire VII en 1073 marque un tournant. Les États pontificaux s'opposent directement au Saint-Empire romain germanique à travers un certain nombre de mesures, parmi lesquelles l'interdiction de la nomination des évêques par des laïcs. Dans les Dictatus papæ, le pape affirme la supériorité de son pouvoir sur tout autre, y compris celui de l'empereur.
En janvier 1077, l'empereur Henri IV est humilié par le pape qui le fait attendre pendant trois jours dans la neige et le froid à Canossa avant de lui accorder l'absolution, Grégoire VII l'ayant excommunié l'année précédente,. L'empereur, décidé à se venger, fait élire un antipape par les archevêques allemands qui prend le nom de Grégoire III. En 1084, Henri IV envahit les États pontificaux et parvient à déposer le pape Grégoire VII. Le pape déchu meurt en exil à Salerne un an plus tard. Il se fait couronner empereur par Grégoire III. Le pontificat d'Urbain II permet à la papauté de restaurer son prestige et la Première croisade est lancée en 1095. Le concordat de Worms en 1122 permet de régler en partie le conflit entre l'empereur et la papauté. Ce n'est que sous le pontificat d'Innocent III que la situation semble être définitivement fixée. Cependant, la mort d'Innocent III libère l'empereur Frédéric II de son serment d'allégeance et de sa promesse de garantir l'indépendance du royaume de Sicile. À sa mort, son fils lui succède sous le nom de Manfred Ier. Le Saint-Empire commence alors à décliner. Désireux de restaurer leur influence dans le royaume de Naples, les papes Urbain IV et Clément IV chargent le frère de Louis IX, Charles d'Anjou, de reconquérir le royaume aux mains de la maison de Hohenstaufen. Il s'empare du royaume en 1266 après avoir tué le roi Manfred Ier, par ailleurs enfant naturel de l'empereur Frédéric II. Il règne sans difficultés majeures jusqu'à ce que le roi Pierre III d'Aragon, qui avait épousé la fille du roi Manfred, ne déclenche ce qui sera connu sous le nom des Vêpres siciliennes. La Sicile est gagnée par la révolte de ses habitants, ce qui aboutit au départ des Français,.
La Corse est de nouveau impliquée directement dans un conflit entre deux puissances régionales par la donation du pape Boniface VIII au roi Jacques II d'Aragon en 1297. Par la concession à perpétuité de la Sardaigne et de la Corse, le roi d'Aragon s'engageait à être un vassal du pape et à le servir en toutes circonstances. La concession prévoit des sanctions en cas de non-respect de l'accord. Or, Boniface VIII doit faire face aux divisions entre les grandes familles d'Italie. Il jouit d'un prestige moindre par rapport à ses prédécesseurs tout en devant faire face aux ambitions de Philippe le Bel dans la péninsule italienne. Les franciscains le considèrent même comme hérétique. En 1302, il tente de reprendre le royaume de Sicile au roi Frédéric II. Cette tentative, conduite par le frère du roi Charles de Valois, échoue. Philippe le Bel doit signer l'humiliante paix de Caltabellotta. Philippe le Bel profite alors de la faiblesse du pape pour se débarrasser de lui. Il fait organiser par son représentant Guillaume de Nogaret l'attentat d'Anagni en septembre 1303. Boniface VIII meurt un mois plus tard. Le pape Benoît XI lui succède mais son pontificat dure moins d'un an. Au même moment, un autre pape est élu. Il s'agit de Clément V, qui devient en 1305 le premier pape d'Avignon. Le royaume d'Aragon bénéficie alors d'avantages financiers qui permettront l'occupation de la Sardaigne. En 1325, le roi Jacques II renonce à ses prétentions sur la Corse et s'installe en Sardaigne. Néanmoins, Gênes commençait à s'inquiéter de l'expansion du royaume d'Aragon, d'autant qu'ils furent alliés contre Charles d'Anjou.
Jusqu'en 1346, les différents rois d'Aragon font tout pour ne pas avoir à respecter les clauses de la donation faite par Boniface VIII et confirmée par Clément V. Plusieurs fois, Gênes fait valoir à la papauté ses prétentions sur l'île et plusieurs tentatives de conciliation sont organisées. Le pape Jean XXII critiqua à plusieurs reprises le clergé corse, l'accusant de corruption et cherchant à supplanter les Corses par des étrangers. Ainsi, il demanda à Gênes et à Pise de nommer des prédicateurs pour une durée de dix ans. Tout changea avec le débarquement des troupes royales à Bonifacio en 1346. L'année suivante, le doge de Gênes Giovanni da Murta organise une expédition organisée par son fils Tommaso qui aboutit à la conquête de la totalité de l'île. Cependant, la Corse est frappée à partir de 1348 par la peste noire venue de Chine,.
Malgré la victoire des Génois dans le conflit contre l'Aragon, l'île n'est pas entièrement contrôlée par Gênes. De plus, Gênes perd définitivement la suprématie en Méditerranée ainsi qu'en mer Noire au profit de Venise après sa défaite lors de la guerre de Chioggia. À ce moment-là, hormis ses comptoirs, la Corse reste la seule possession de Gênes qui continue de s'en désintéresser car l'île contribue faiblement à la richesse génoise, Gênes ne faisant quasiment rien pour mettre l'île en valeur. Ainsi, le royaume d'Aragon parvient à se maintenir dans le Delà des Monts, notamment grâce à Arrigo della Rocca qui domine cette partie de l'île jusqu'à sa mort en 1401. D'une façon générale, Gênes ne parvient pas à se réformer, ce qui contribuera grandement à son déclin.
En 1404, Vincentello d'Istria et ses hommes débarquent en Corse avec le soutien du roi Martin Ier d'Aragon. Il dirige la Corse pendant trois ans, jusqu'à ce que les Génois parviennent à reconquérir l'île grâce à Francesco della Rocca. L'île connaît alors une forte instabilité jusqu'en 1419, lorsque Vincentello parvient à reprendre le pouvoir. Il ordonna la construction de la citadelle de Corte pour assurer la défense de la ville en cas d'attaque. En 1421, le roi Alphonse V d'Aragon le nomme vice-roi de Corse et se rend personnellement sur l'île pour lui prêter main-forte. Hormis Bonifacio et Calvi, toute la Corse est sous le contrôle de l'Aragon. Cependant, le roi Alphonse V quitte l'île après l'échec du siège de Bonifacio. Vincentello parvient à gouverner la Corse grâce à l'appui du pape Martin V jusqu'en 1434, où il doit quitter l'île à la suite de multiples trahisons. Il est capturé par Gênes, condamné à mort et décapité le 27 avril 1434.

### La délégation à l'Office de Saint Georges

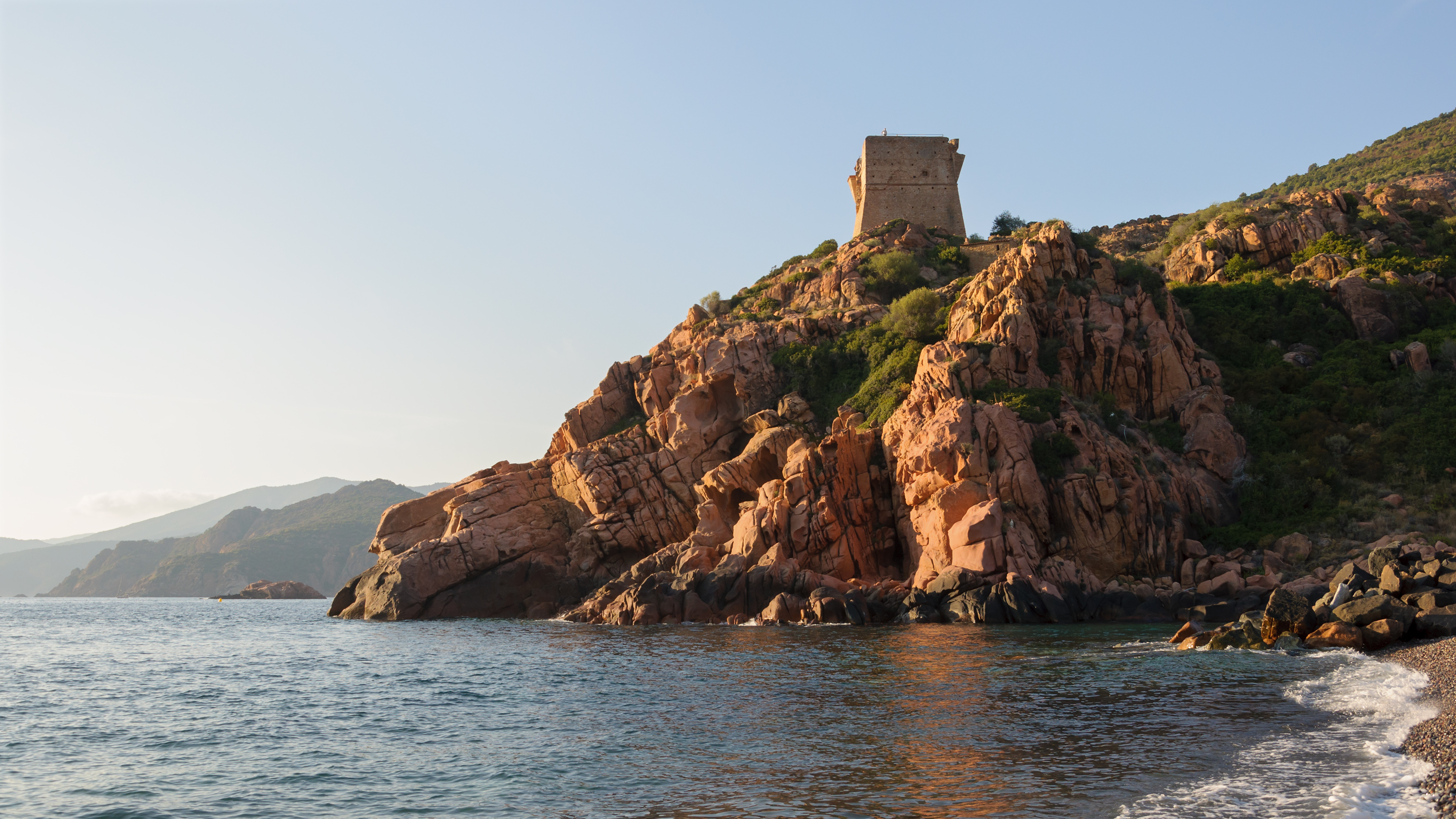
Tour génoise de Porto.

En 1453, la Corse passe sous le contrôle de l'Office de Saint Georges, une banque privée génoise. Gênes lui confie deux objectifs : parvenir à pacifier et mettre sur pied un statut spécifique pour île ainsi que neutraliser les seigneurs du Delà des Monts qui faisaient fi de la présence génoise. C'est à partir de cette période que Gênes, par le biais de l'Office de Saint-Georges ou de sa propre initiative, se livra à de nombreuses exactions, persécutions et exécutions sommaires pour tenter d'imposer sa domination sur l'île. C'est ainsi que la féodalité est écrasée en Corse, seuls cinq fiefs subsistant au début du XVIe siècle. Pendant quarante ans, l'île connaît une paix relative. L'Office de Saint-Georges favorise son développement, faisant de Bastia et de Calvi des ports importants ouverts sur la péninsule italienne.
En 1492, Ajaccio est refondée autour de l'ancienne citadelle mais la cité est dans un premier temps interdite d'accès aux Corses. C'est également à cette époque que les tours génoises sont créées, dans le but de surveiller la mer et empêcher les invasions. En 1539, Gênes refonde Porto-Vecchio avec pour objectif de mettre en valeur les terres de la Plaine orientale. Dans un premier temps, les Corses sont écartés du projet. L'île profite faiblement de la prospérité génoise et de l'Office de Saint-Georges, au point que le phénomène de vendetta se renforce tandis que l'émigration s'intensifie.

### La Corse dans les guerres d'Italie

Situation avant le début des guerres d'Italie, vers 1494.

À partir du XVIe siècle, Gênes doit faire face à un nouvel adversaire en Méditerranée. Alors que le royaume d'Aragon et le royaume de Castille s'unissent en 1469 par le mariage d'Isabelle de Castille et Ferdinand II d'Aragon, le royaume de France prend pied en Méditerranée par la réunion du comté de Provence au royaume en 1481. À partir du règne de Louis XI, la France cherche à étendre son influence en Méditerranée aux dépens de l'Espagne et des Républiques maritimes. L'objectif commun des Habsbourg et des Valois est alors le contrôle de l'Europe continentale. Les guerres d'Italie commencent en 1494 et aboutissent à la conquête du royaume de Naples puis du duché de Milan par Louis XII puis François Ier. L'élection de Charles Quint comme empereur du Saint-Empire en 1519 place le royaume de France en étau entre les possessions des Habsbourg qui encerclent la France.
En 1536, François Ier négocie des capitulations avec Soliman le Magnifique. Alliance stratégique jugée hérétique par une partie de l'Église, elle permet au royaume de France de mener des actions contre les intérêts de Charles Quint, en particulier dans les territoires du Saint-Empire. La Corse se trouve à nouveau confrontée à un conflit entre deux puissances, tandis que Gênes ne fait rien pour le développement de l'île, qui connaîtra guère la Renaissance. En 1547, Henri II succède à son père François Ier et poursuit sa politique. Il rompt en 1551 la trêve de Crépy-en-Laonnois qui liait le royaume au Saint-Empire quand des troupes impériales envahirent le duché de Parme et Plaisance. En août 1553, répondant à l'appel des Corses qui se révoltent contre Gênes, les troupes françaises menées par le maréchal Paul de La Barthe de Thermes débarquent — après l'indécision de Henri II qui hésitait à se lancer dans une expédition — sur l'île avec l'aide de la flotte ottomane,. Le 24 août 1553, toute l'île — à l'exception de Calvi — passe sous domination française.

### L'intermède français
L'intermède de la présence française en Corse fut facilité par la présence dans l'armée française de Sampiero Corso, un des personnages historiques les plus emblématiques de l'île. Comme beaucoup de corses au début du XVIe siècle, il participe aux guerres d'Italie en s'engageant dans l'armée royale française durant le règne de François Ier. Démobilisé, il passe au service du cardinal du Bellay alors ambassadeur du roi à Rome. Il propose d'assassiner Charles Quint mais François Ier refuse son offre. Il réintègre par la suite l'armée royale et effectue plusieurs voyages en Corse, où il se marie en 1545. Lors de l'un de ses voyages, il est arrêté et emprisonné par Gênes qui craint une nouvelle révolte sur l'île. Libéré sur intervention de Henri II, Sampiero gardera jusqu'à sa mort une haine féroce à l'égard des Génois et reprend du service. Il joue ainsi un rôle important dans l'expédition qui aboutit à la conquête de l'île en 1553.
L'île est conquise sans difficultés, hormis pour Bonifacio qui résiste à un siège pendant un mois. Le maréchal de Thermes fait alors fortifier un certain nombre de villes, notamment Ajaccio et Saint-Florent. La chute de Bonifacio, que Gênes pensait imprenable, oblige la république maritime à solliciter l'aide de Charles Quint, duc de Toscane Cosme Ier et du duc de Milan pour parvenir à reconquérir l'île. Dès 1554, les Français perdent du terrain, notamment dans le Deçà des Monts. Cependant, aucun camp ne prend l'ascendant et la guerre s'enlise. Sampiero est alors rappelé en France par Henri II et le maréchal de Thermes remplacé par un officier italien, Giordano Orsini.
Gênes nomme un gouverneur modéré et change de stratégie militaire. Les pillages et les persécutions cessent et le parti français perd la main.
En février 1556, la trêve de Vaucelles met entre parenthèses le conflit entre le royaume de France et le Saint-Empire. Quelques mois plus tôt, Charles Quint venait d'abdiquer en faveur de son fils, qui devint roi d'Espagne. Ainsi, Henri II est désormais opposé à Philippe II dans la lutte en Méditerranée.
La trêve est interrompue de nombreuses fois, tandis que Sampiero bénéficie de l'intervention de Catherine de Médicis pour revenir sur l'île dès septembre 1555. Malgré l'enlisement, une partie des Corses demandent le rattachement de l'île à la France.
Deux ans après le retour de Sampiero, lors d'une assemblée réunissant les représentants des différentes communautés de l'île à Vescovato, Giordano Orsini déclare la chose suivante à l'assemblée : 
« Le roi pour vous donner une pleine assurance et pour donner une pleine assurance aux Génois, a incorporé l’île à la couronne de France, ce qu’il n’a jamais voulu faire pour d’autres provinces qui sont  à lui. Cette incorporation à la couronne vous a étroitement unis au royaume de France ; elle implique pour le roi l’obligation de ne pouvoir vous abandonner qu’en abandonnant sa propre couronne. »
Le lieutenant général assure ainsi de son soutien et de celui du roi aux habitants, mais les choses se compliquent. Finalement, le traité de Cateau-Cambrésis met fin au conflit entre Henri II et Philippe II, mais aussi aux guerres d'Italie et à la présence française sur l'île. La France renonce du même coup à toutes ses conquêtes en Italie. La nouvelle du traité et de la rétrocession de l'île à Gênes arrive sur l'île en juillet 1559, alors même que Henri II vient de mourir des suites de ses blessures lors d'un tournoi. Les Corses envoient une ambassade auprès du nouveau roi François II mais le roi n'accède pas à leurs demandes. Le 9 septembre 1559, les dernières troupes françaises quittent l'île. Gênes elle, renoue avec les pratiques d'avant guerre et fait même venir sur l'île un bourreau et ses aides. De nombreuses exécutions sont organisées contre des partisans français.

### La guérilla de Sampiero
Si Gênes avait retrouvé sa domination sur la Corse, elle continuait de se méfier de Sampiero. À plusieurs reprises, elle envoya des hommes à Aix-en-Provence où il dirigeait le comté de Provence au nom du roi. Sampiero entreprend alors des démarches diplomatiques jusqu'à l'Empire ottoman pour tenter de libérer la Corse de la domination génoise. Entre-temps, son épouse se rend à Gênes pour des raisons toujours inconnues aujourd'hui, mais il considère son voyage comme une trahison et la fait exécuter à Marseille. Sampiero poursuit les préparatifs de sa future campagne de libération. Il écrit notamment : « Car plutôt que d'être sujets des Génois, les Corses sont décidés à se donner au Turc ou au diable, s'ils peuvent nous aider ».

Le 12 juin 1564, Sampiero et ses hommes débarquent dans le golfe de Valinco. Rapidement, il parvient à rallier une bonne partie de l'île à sa cause. Il explique son combat contre Gênes dans une lettre à destination des insulaires : 
« Frères, je n'ai pu supporter de vous voir encore une fois réduits à la servitude, de voir les Génois, n'écoutant que leur rancune, égorger chaque jour quelques-uns d'entre vous sous de vains prétextes et se gêner si peu pour nous faire sentir notre propre lâcheté... »
 Cependant, les Corses sont encore marqués par la trahison de Henri II et peu s'engagent dans la lutte armée. Gênes, malgré des défaites notamment à Vescovato, bénéficie de l'avantage du temps et se sert de sa fortune et de ses espions pour retourner la situation. Le 17 janvier 1567, Sampiero tombe dans un guet-apens fomenté par Gênes près de Cauro. Gênes pense en avoir fini avec la guérilla mais le fils de Sampiero, Alphonse d'Ornano, continue la lutte pendant deux ans avant de rejoindre la France.

### Déclin de la domination génoise

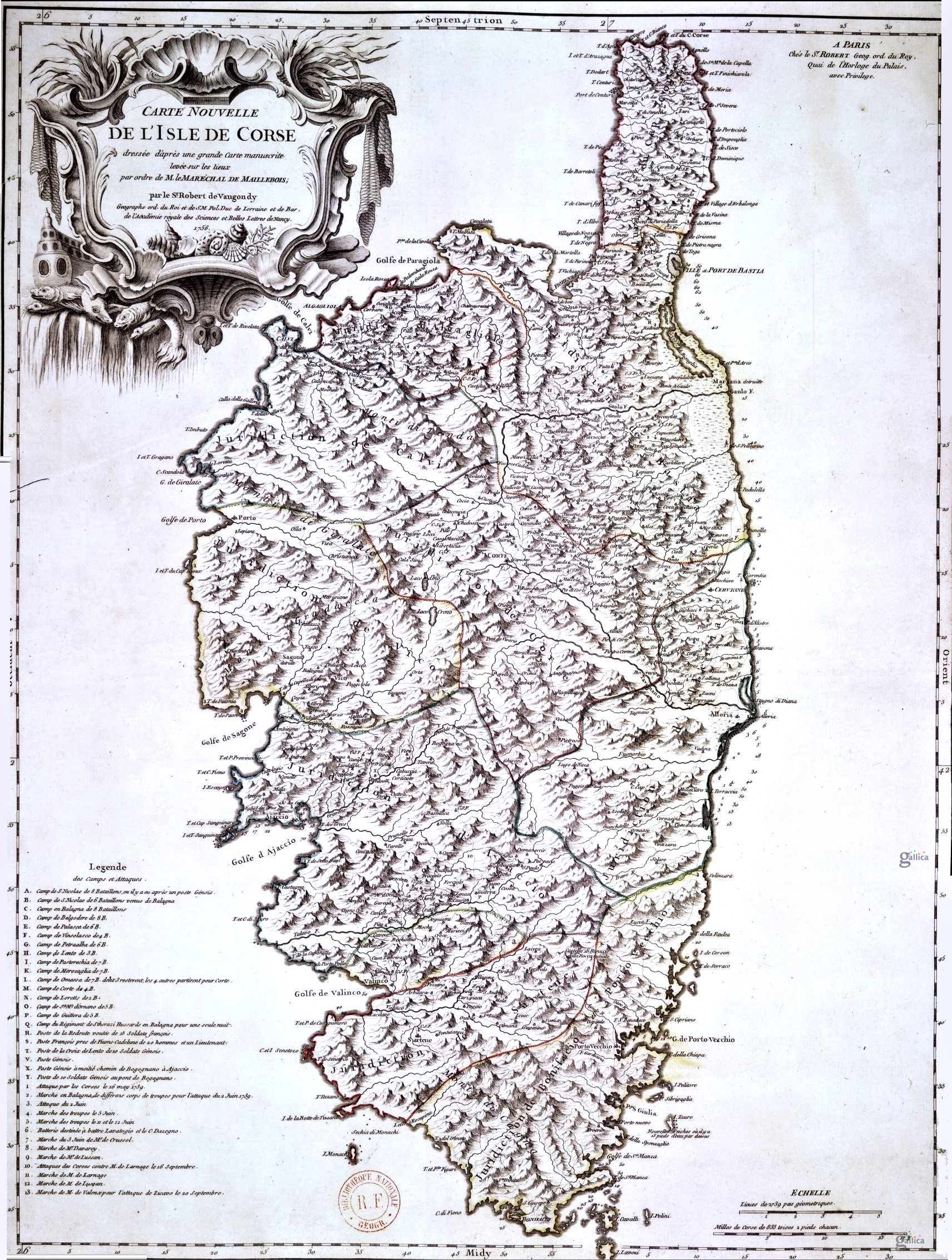
Carte des juridictions et provinces de Corse en 1756.

Après la fin de la guérilla, Gênes reprend à nouveau ses mauvaises habitudes vis-à-vis des Corses. Cependant, la République se rend compte que sa possession se vide de ses habitants. L'émigration, phénomène fréquent depuis le IIIe siècle, s'est intensifiée à partir du XVIe siècle. Gênes met alors sur pied une police chargée de lutter contre l'émigration massive. Cependant, rien n'est fait pour résorber la misère et la pauvreté qui règne sur l'île. C'est l'une des principales raisons qui expliquent le déclenchement de la révolte de 1729. Pendant des années, les Corses ne peuvent plus accéder à certaines professions civiles ou militaires. Même la garde des tours génoises leur est interdite en 1636. À partir de 1671, ils ne peuvent plus accéder à la moindre responsabilité dans les villes. Gênes n'arrange rien en ne choisissant pas des éléments modérés pour gouverner l'île. Le soulèvement de la Corse devenait alors presque inévitable. Pendant deux siècles, la Corse connaît une vague de vendetta sans précédent. À partir des années 1660, chaque gouverneur de l'île doit faire parvenir à Gênes un rapport détaillé des crimes de sang commis dans sa juridiction. Pendant toute cette période, la justice génoise — organisée par les Statuts civils et criminels de la Corse adoptés en 1571 — est incapable de rendre la justice dans de nombreuses affaires, au point que nombreux décident de se faire justice eux-mêmes. Entre 1683 et 1715, date de l'interdiction du port d'arme, 28 715 meurtres sont recensés sur l'île, soit 897 chaque année en moyenne. Parfois, Gênes intervient directement dans certains réglements de compte en voyant des hommes armés. Ce phénomène dure jusqu'à l'annexion de l'île par le royaume de France.
Les villes se développent modestement, notamment Ajaccio, Bastia ou Calvi. À la fin du XVIIe siècle, Bastia comptait entre 8 000 et 10 000 habitants. L'île est toujours autant pauvre et doit importer une très grande part des produits consommés par les insulaires ou nécessaires à l'agriculture et à la proto-industrie. Signe du modeste développement de l'île, Porto-Vecchio ne parvient pas à connaître le même essor que les autres villes portuaires fortifiées, que ce soit par manque d'investisseurs privés ou bien parce que la malaria réduit fortement sa population. Cependant, le développement des ports fut l'une des raisons majeures qui expliquent la perte de la mainmise génoise. À partir de la seconde moitié du XVIIe siècle, les Corses sont majoritaires par rapport aux Ligures ou aux Génois. Une nouvelle politique économique est mise en place à partir de 1637, mais les Corses en sont en partie voire totalement exclus selon les provinces. Malgré tout, les inégalités continuent de se renforcer, y compris au début du XVIIIe siècle. Le sentiment de mépris et de mal-être des Corses est renforcé par la difficile cohabitation avec les Grecs qui se sont exilés sur l'île à partir de 1676, en particulier à Cargèse, car chassés par les Ottomans. Les Grecs de Cargèse bénéficient d'une partie des terres aux alentours, ainsi que d'avantages accordés par Gênes. Tout au long de cette période, l'économie de la Corse est presque exclusivement d'origine agricole, en particulier dans le Delà des Monts,. Dans le Deçà des Monts, les premiers éléments de proto-industrie se développent, principalement dans le Cap Corse,. Bastia devient le cœur du pouvoir génois en Corse, tandis que le Delà des Monts est beaucoup plus éloigné et délaissé. Gênes ne fait néanmoins rien pour préserver sa position dominante sur l'île, sans se douter que sa domination pourrait prendre fin.

### La quête d'indépendance
À partir de 1729, la Corse entre en rébellion contre l'autorité de Gênes. Deux tentatives d'indépendance ont lieu jusqu'à l'annexion de l'île au royaume de France, la plus connue étant celle de 1755. Gênes, en déclin depuis la fin du XVIIe siècle, ne parvient pas à restaurer son autorité malgré plusieurs interventions étrangères. La guerre de Succession de Pologne (1733-1738) puis la guerre de succession d'Autriche (1740-1748) empêchent Gênes de maintenir ses positions. À partir de 1748, elle ne contrôle presque plus rien, au point qu'elle finira par faire appel au royaume de France, qui reconsidéra sa position concernant le statut de l'île à l'issue de la guerre de Sept Ans.

#### La révolte de 1729
Ce n'est qu'en 1715 que Gênes consent à mettre fin à l'autorisation du port d'arme qui avait favorisé le phénomène de vendetta sur l'île,. Celle-ci était pourtant demandée depuis plusieurs années, en particulier dans le Deçà des Monts. Pendant longtemps, Gênes avait tiré profit de cette autorisation, les bénéficiaires de port d'arme devant payer une taxe. Une nouvelle taxe, connue sous le nom de Due Seini, est instaurée pour remplacer la taxe sur le port d'arme. La taxe, censée être instaurée pour dix ans, n'est pas supprimée en 1725 et continue d'être appliquée. La Sérénissime république ne comptait toujours pas réaliser d'effort financier pour mettre en valeur la Corse et mettre un terme à la misère régnant sur l'île.
Entre 1728 et 1729, la Corse connaît une « crise des subsistances » où le Delà des Monts est beaucoup plus affecté, car dépendant des importations, que le Deçà des Monts. Cependant, l'administration génoise est de plus en plus médiocre et corrompue. Le gouverneur lui-même détournant sans doute une partie des impôts à son profit. À la fin de l'année 1729, un évènement déclenche le début de la rébellion contre Gênes. En décembre 1729 dans la piève du Bozio, un collecteur d'impôts demande à un villageois de Bustanico le paiement de la Due Seini,. Celui-ci se trouve dans l'incapacité de payer, mais le collecteur d'impôts se montre intransigeant. Spontanément, les autres villageois prennent la défense du villageois et refusent de payer l'impôt. Des émeutes spontanées éclatent, obligeant le collecteur et ses hommes à se replier sur Corte,. En réponse à cet évènement, le gouverneur de l'île décide de lever une expédition punitive. Cependant, la révolte s'étend dans l'île. La piève de Tavagna est gagnée par les émeutes en janvier 1730. Lorsqu'un autre collecteur d'impôts, Domenico Carbuccia, arrive dans le village de Poggio, les villageois sonnent la cloche et l'injurient. Le frère du collecteur, Antonio, venu de Bastia arrive en renfort avec 50 soldats, mais ils sont repoussés et Antonio est emprisonné quelque temps avant d'être relâché. La nouvelle gagne les autres pièves du Deçà des Monts. Toute la Plaine orientale est gagnée par la révolte. En février 1730, les insurgés, qui sont parvenus à lever une armée de 5 000 hommes, parviennent à s'emparer de Bastia,. La ville est alors pillée et saccagée. Les insurgés attaquent ensuite les domaines des riches propriétaires génois de la Plaine orientale. À la suite de cela, Saint-Florent, Algajola et Bonifacio sont attaqués et livrés aux émeutiers tandis qu'Ajaccio parvient à résister à l'assaut. Algajola était un lieu important, la ville étant l'un des principaux entrepôts pour les exportations des produits régionaux et l'un des lieux de résidence des collecteurs d'impôts de l'île. En décembre 1730, Bastia est attaquée une deuxième fois, obligeant certaines riches familles génoises à se réfugier sur l'île de Capraia ou dans les villes de Portoferraio, Livourne ou bien à Gênes même. Une partie des fortifications est détruite. Les représentants de Gênes ne parviennent pas à identifier les meneurs de la révolte. Au même moment, les notables de l'île se réunissent à Furiani. La consulte de Saint-Pancrace où se rassemblent 5 000 insurgés (San Pancraziu en corse) choisit de se rallier à la rébellion et élit trois représentants pour tenter de structurer le mouvement. Elle élit trois généraux : Luigi Giafferi qui incarne les notables d'origine populaire, Andrea Ceccaldi pour les nobles et Marc Aurèle Raffaelli pour le clergé. Ils sont rejoints l'année suivante par Hyacinthe Paoli, le père de Pascal, qui jusqu'alors entretenait de bons rapports avec Gênes. La consulte rédige des cahiers de doléances qu'elle adresse au nouveau gouverneur. Les doléances sont confuses car elles intègrent à la fois des revendications populaires mais aussi des revendications propres à la noblesse et aux notables corses. De plus, elles rendent compte de façon imparfaite de la situation réelle de l'île à l'époque,.
Durant les six premiers mois de 1731, l'insurrection se répand dans toute l'île. Algajola, déjà attaquée trois fois entre février et septembre 1730 par des insurgés de la piève du Niolo, est à nouveau attaquée au printemps 1731 par des insurgés venus de toute la Balagne mais aussi des pièves d'Orezza et de Tavagna. Calvi, deuxième entrepôt pour les exportations et l'un des principaux ports, est menacée tout comme Ajaccio. Les insurgés proposent à Calvi de rompre avec Gênes, mais les Calvais refusent et apostrophent les insurgés. Des insurgés de la piève de Sorroingiù dans la province de Vico s'en prennent aux Grecs installés à Cargèse, qui doivent se replier sur Ajaccio où ils vivront jusqu'en 1774. Sartène est également attaquée. Dans le même temps, les représentants élus lors de la consulte de Saint-Pancrace et des théologiens tentent de rallier à la cause insulaire le pape et le roi d'Espagne Philippe V. Ces contacts demeureront infructueux, tandis que Gênes fait appel à son suzerain, en l'occurrence l'empereur Charles VI. Un corps expéditionnaire de 8 000 hommes est envoyé pour mâter la révolte. Si les villes côtières se rendent, les insurgés continuent de tenir les zones montagneuses. Les Autrichiens reprochent aux Génois de détruire des villes et des villages et proposent de négocier un armistice. Après la défaite autrichienne lors de la bataille de Calenzana en mai 1732, le commandement autrichien est réorganisé. Promettant de faire plier Gênes afin qu'elle cesse ses exactions et occupant la Balagne et le Nebbio, les Autrichiens parviennent à faire déposer les armes par les insurgés. Gênes, contrainte et forcée, consent finalement à accéder à une partie des demandes formulées dans les cahiers de doléances de 1730.
En janvier 1733, les Génois publient les Concessions Gracieuses. L'empereur Charles VI donne sa parole que celles-ci seront respectées. Néanmoins, Gênes n'avait nulle intention d'agir de la sorte. Il n'empêche que la nouvelle arrive au château de Versailles, où Louis XV vit dans cette intervention une mainmise indirecte de l'empire d'Autriche sur l'île. Dès le départ des troupes autrichiennes, Gênes renoue avec sa politique répressive, entraînant la reprise de la révolte,. Les quatre chefs des insurgés sont arrêtés et ne sont libérés que sur intervention de l'empereur. Ils doivent en échange accepter de s'exiler. Gênes aggrave la situation en augmentant encore les impôts et en rappelant sur l'île le gouverneur qui était en place lorsque la révolte débuta en 1729. La révolte reprend d'abord dans la piève de Rostino, puis s'étend dans tout le Deçà des Monts. Les insurgés s'organisent et nomment Hyacinthe Paoli généralissime. La révolte s'étend à nouveau sur l'ensemble de l'île. Gênes ne peut plus faire face, d'autant que la guerre de succession de Pologne monopolise l'attention de Charles VI qui engage l'empire d'Autriche dans la guerre. Les insurgés bénéficient du soutien indirect de l'Espagne et de la France. D'ailleurs, le « parti français » né au XVIe siècle était toujours actif, notamment dans le Delà des Monts. Il est d'ailleurs encouragé en sous-main par la France, notamment par Germain-Louis Chauvelin, le secrétaire aux Affaires étrangères de Louis XV qui fait passer des consignes à ses espions.

#### La consulte de 1735 et l'éphémère royaume de Corse (1736)
En 1735, une consulte se réunit à Orezza. La consulte décide de la rupture définitive avec Gênes. Les insurgés se dotent d'un gouvernement provisoire, où Giafferi, Paoli et Ceccaldi dominent. Tous les membres du gouvernement se dotent de titres extravagants et la peine de mort est prévue contre toute personne offensant l'un des membres du gouvernement. C'est à cette occasion que le chant Dio vi salvi Regina devient l'hymne de la Corse indépendante. Gênes répondit à cela en intensifiant la répression et en orchestrant un blocus de l'île. Voyant qu'aucune puissance ne venait à leurs secours, les insurgés furent proches d'abdiquer. Cependant, un évènement inattendu changea le cours des évènements.
Le 12 mars 1736, des navires accostent à Aléria. La flotte est menée par Théodore de Neuhoff, un militaire et aventurier originaire de Westphalie sensibilisé aux problèmes que connaît l'île. Il rencontre en Italie les chefs des insurgés et réussit à les convaincre qu'il dispose d'appuis pour aider la Corse dans sa quête d'indépendance. Un mois plus tard, le 15 avril 1736, il est élu roi de Corse au couvent d'Alesani par les partisans corses. C'est le début de l'éphémère royaume de Corse. Une Constitution est adoptée, un gouvernement de trois membres institué avec Luigi Giafferi, Hyacinthe Paoli et Sébastien Costa. Théodore décide de créer une monnaie nationale et même une décoration qu'il intitule l'Ordre de la Délivrance. Théodore cherche à prendre toutes les places fortes côtières, mais il n'y parvient pas. Les appuis qu'il avait promis sont inexistants et les insurgés manquent toujours de troupes. Pire, ils n'ont aucune artillerie pour appuyer leurs offensives. Sept mois plus tard, Théodore quitte l'île depuis Solenzara avec Costa pour Livourne en quête d'appuis. À deux reprises, Théodore tente de revenir sur l'île, en 1738 puis en 1743, à chaque fois sans succès.

#### Premières interventions françaises
Après le départ précipité de Théodore, les insurgés proposent un armistice à Gênes, qui le refuse. La Sérénissime République compte bien reprendre la main sur l'île. Cependant, elle ne peut compter que sur le soutien des villes côtières, dont la majorité des habitants sont d'origine ligure. Ces habitants prennent spontanément le parti de Gênes et n'ont que du mépris pour les paysans (paisani en corse). La situation n'est favorable que dans le Deçà des Monts, tandis que le Delà des Monts a toujours été résolument hostile à Gênes. Les insurgés bénéficient de l'appui des Corses habitant en dehors de l'île, qui permettent notamment de ravitailler et de fournir des armes. En 1737, Gênes ne sait plus comment mâter la révolte. Depuis plusieurs années, le royaume de France manifestait beaucoup d'intérêt pour l'île. L'ambassadeur français à Gênes Jacques de Campredon applique à la lettre la dépêche du 26 avril 1735 du ministre Chauvelin. Gênes finit par accepter l'aide du royaume de France, et l'ambassadeur parvient même à obtenir le soutien de l'empereur Charles VI. Le 10 novembre 1737, une convention est négociée entre Gênes et la France. En échange du versement de 700 000 livres, les Français s'engagent à envoyer un corps expéditionnaire de 3 000 hommes, celui-ci pouvant être porté jusqu'à 8 000. Gênes sort perdante des négociations, confiant le règlement de la rébellion à la France et à l'Autriche. La ratification de la convention marquait le début de la fin de la domination génoise sur l'île.

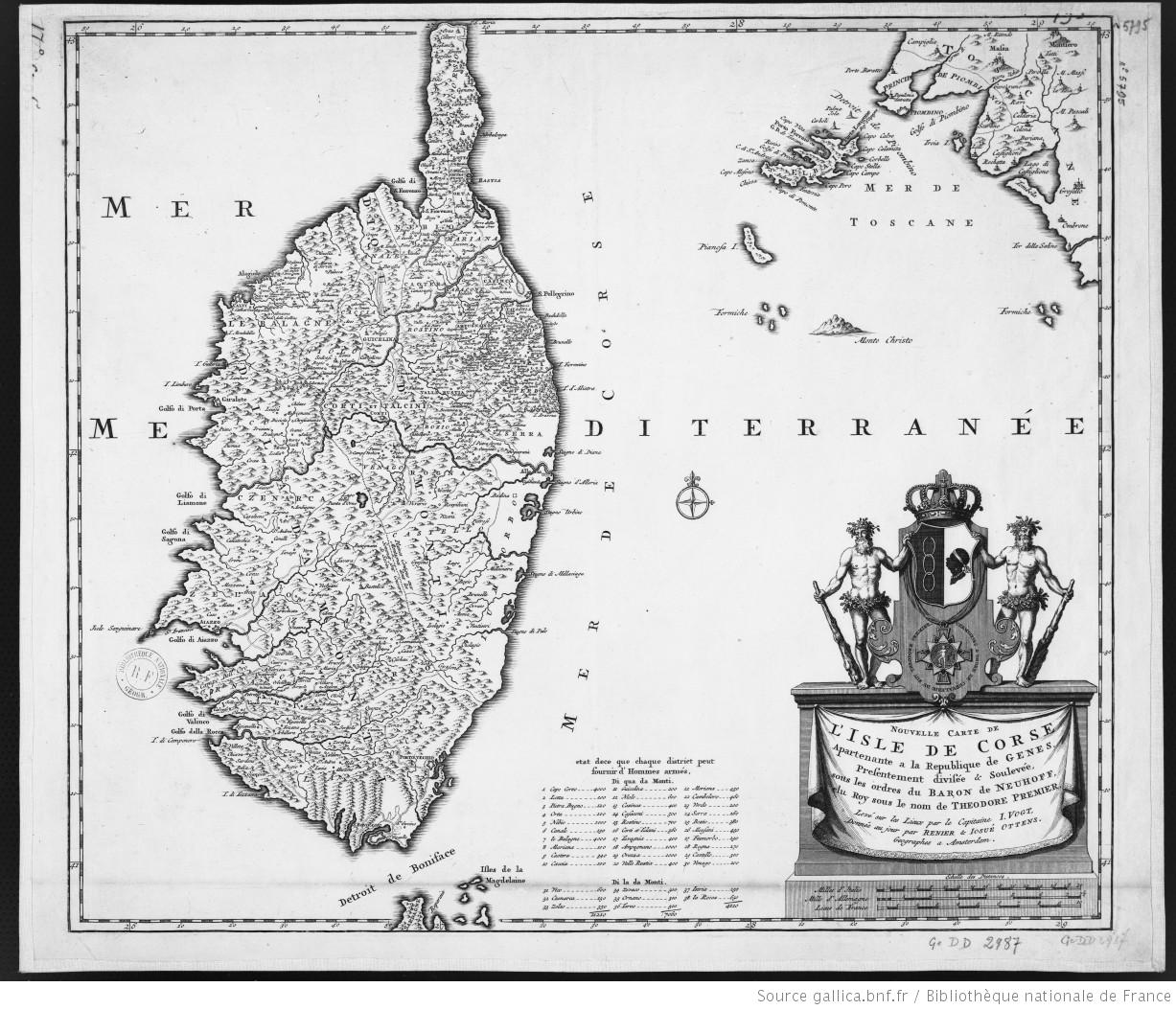
Carte de la Corse en 1737.

Le 8 février 1738, le corps expéditionnaire débarque à Bastia mené par le comte de Boissieu. Celui-ci prend sa mission très au sérieux et n'exerce aucune violence contre les insulaires. Trois mois plus tard, les insurgés s'adressent directement au cardinal Fleury, principal ministre de Louis XV, pour lui demander de délivrer la Corse de l'emprise génoise. Fleury refuse et met en avant la légitimité de la présence génoise sur l'île. Les insurgés sont heurtés par la réponse du ministre et jurent de poursuivre la lutte. Le comte de Boissieu de son côté, est tiraillé entre les instructions prudentes données par Versailles et les demandes excessives des Génois. Au même moment, l'ancien roi Théodore tente son premier retour sur l'île. Boissieu craint qu'il ne soit soutenu par l'Espagne, mais il n'en fut rien. Il ordonne le désarmement des Corses à la demande de Gênes. Malgré lui, il est à l'origine d'une bataille rangée à Borgo dont les insurgés sortent vainqueurs le 13 décembre 1738. Fragilisé et malade, le comte de Boissieu est relevé de ses fonctions à sa demande et meurt en février 1739 à Bastia. Il est remplacé par le marquis de Maillebois qui débarque en mars 1739 à Calvi avec des renforts. Sa mission est de pacifier l'île, ce qu'il fait sans difficulté hormis une rébellion fomentée par le neveu de Théodore de Neuhoff, Frédéric, dans la région de Zicavo. Les chefs des insurgés doivent alors de nouveau partir pour l'exil tandis que le marquis de Maillebois s'efforce de renforcer le « parti français ». En août 1739, il propose dans un mémoire adressé à Gênes de se substituer à elle dans l'administration de l'île. Gênes refusa la proposition du marquis. La mission française s'achève deux ans plus tard, en mai 1741. Gênes comprend alors enfin que la solution aux problèmes de la Corse est politique. Des mesures libérales sont prises et de nombreuses concessions sont accordées aux Corses. Cependant, nostalgiques des Français, ils décident d'aller plus loin.
En août 1745, les insurgés se réunissent en consulte dans la piève d'Orezza. Ils cherchent des protecteurs pour mettre fin à la vendetta qui a repris une ampleur importante. Trois généraux sont élus : Jean-Pierre Gaffory, Alérius Matra et un abbé, Venturini. Apprenant la tenue de la consulte, Gênes renoue avec ses mauvaises pratiques. Il n'y aura plus de retour en arrière. Entre-temps, la guerre de succession d'Autriche vient interférer dans le problème corse. La rivalité entre la France, l'Espagne et l'Angleterre est ranimée par la négociation d'un traité entre la France et l'Espagne dans lequel les deux royaumes s'engageaient à garantir l'intégrité territoriale de Gênes, Corse comprise. C'est ainsi que l'Angleterre mis sur pied une coalition avec le royaume de Sardaigne et l'empire d'Autriche pour tenter de conquérir l'île. La situation s'enlise après que les Anglais ne changent de position pendant la tentative de conquête de l'île après la mort de Philippe V. Gênes mène à nouveau une répression terrible à l'encontre des partisans corses. Malgré cela, elle doit de nouveau faire appel à la France.
En mai 1748, un nouveau corps expéditionnaire arrive sur l'île, mené par le marquis de Cursay. Il négocie avec les chefs des insurgés, en particulier Gaffory, et devient le véritable administrateur de l'île, ce que Louis XV voyait d'un bon œil. La fiscalité est totalement remaniée et de grands travaux sont entrepris. Cursay cherche même à séduire les Corses, sans avoir reçu de consignes claires du roi. Néanmoins, Gênes compris le sens et l'objectif de sa politique et lui causa bien des difficultés. Louis XV reçoit des rapports très négatifs sur la situation, si bien que Cursay est déchargé de ses fonctions et un temps emprisonné au Fort Carré. En février 1753, les Français quittent l'île pour la seconde fois. Gênes s'empresse de renouer avec ses mauvaises habitudes et parvient à faire assassiner Gaffory dans un guet-apens le 20 octobre 1753. Une fois de plus, l'évènement produit l'effet inverse de celui qui était recherché. La cohésion chez les insurgés était encore renforcée. Cependant, une fois de plus, les insurgés ne bénéficiaient d'aucun appui, l'Ordre de Malte se rétractant peu de temps après avoir accordé sa bénédiction. Pendant deux ans, Clément, le fils aîné de Hyacinthe Paoli, reste le chef des insurgés. En 1755, il rappelle son frère Pascal alors en exil à Naples. Alors que son accession à la tête de l'insurrection se prépare, il se met à réfléchir à de nombreux projets dans divers domaines qui seront le point de départ de son administration.

#### La Corse indépendante
Le 13 juillet 1755, une consulte se réunit au couvent Saint-Antoine de Casabianca dans la piève d'Ampugnani. Des représentants de seize des soixante-six pièves que comptait l'île sont présents. Le lendemain, elle désigne Pascal Paoli « Général de la Nation et de l'Immaculée Conception en son royaume de Corse ». La Corse devient indépendante de facto, mais restait de jure une possession génoise. D'ailleurs, durant toute son administration, Paoli dû faire face aux partisans des Génois et à des ennemis intérieurs,. Il ne parviendra pas à conquérir les villes côtières, que les Génois continuent d'administrer,. Dans le Delà des Monts, le « parti français » s'oppose à sa politique. Pendant deux ans, il doit lutter contre un propriétaire terrien d'Aléria, Marie-Emmanuel Matra, qui est tué lors d'un combat en mars 1757,.
Hormis les villes côtières, Paoli et son gouvernement exercent leur autorité sur le reste de l'île à partir de 1764. Des institutions sont très vite mises sur pied. Le 18 novembre 1755, la Constitution corse, presque intégralement écrite par Paoli, est adoptée. Paoli s'efforce de mettre fin au phénomène de vendetta et instaure la peine de mort contre quiconque se rendrait coupable d'un assassinat,. Les familles d'auteurs d'actes de vendetta étaient pourchassées et leurs biens détruits. En 1757, il fonde L'Île-Rousse pour mettre fin au monopole génois sur les villes côtières fortifiées. Il tente de favoriser la proto-industrie et de diversifier la production agricole. Une modeste marine marchande commence à s'organiser. Souhaitant former une élite administrative, il fonde une université à Corte en 1765 et créé un Journal officiel. La Corse dispose de sa propre monnaie et le drapeau devient l'emblème de l'île. Il ne parvient pas à conquérir les places fortes tenues par les Français en vertu des deux traités signés à Compiègne avec Gênes en 1756 et 1764. En 1767, il parvient à conquérir l'île de Capraia à la grande stupéfaction des Génois, mais aussi des Français. Six ans plus tôt, une consulte réunie dans la piève de Casinca avait adopté un manifeste dans lequel les Corses refusaient d'entrer en contact avec les autorités génoises. En 1763, la Corse résiste au siège de Furiani alors que Gênes cherchait à reprendre ses positions.
Les problèmes de la Corse se font connaître dans toutes les cours d'Europe par les écrits de James Boswell, un Écossais qui voyagea dans l'île en 1765 et qui rencontra Paoli et qui publie en 1768 État de la Corse (Journal of a Tour of Corsica en anglais) qui rend compte de son voyage et de ses observations. En plus de Boswell, Jean-Jacques Rousseau et Voltaire sont sensibilisés aux problèmes rencontrés par l'île. La même année que le livre de Boswell, Rousseau publie un Projet de constitution pour la Corse qu'il soumet à Paoli avec lequel il entretenait une correspondance. Voltaire lui, commenta en termes élogieux la résistance corse à Ponte-Novo. Auparavant, il avait publié une pièce de théâtre consacrée au roi Théodore et s'inspira de lui pour un personnage dans Candide. Pendant la révolution américaine, la ville de Philadelphie nomme une rue en l'honneur de Paoli.

#### Ultimes interventions françaises et conquête

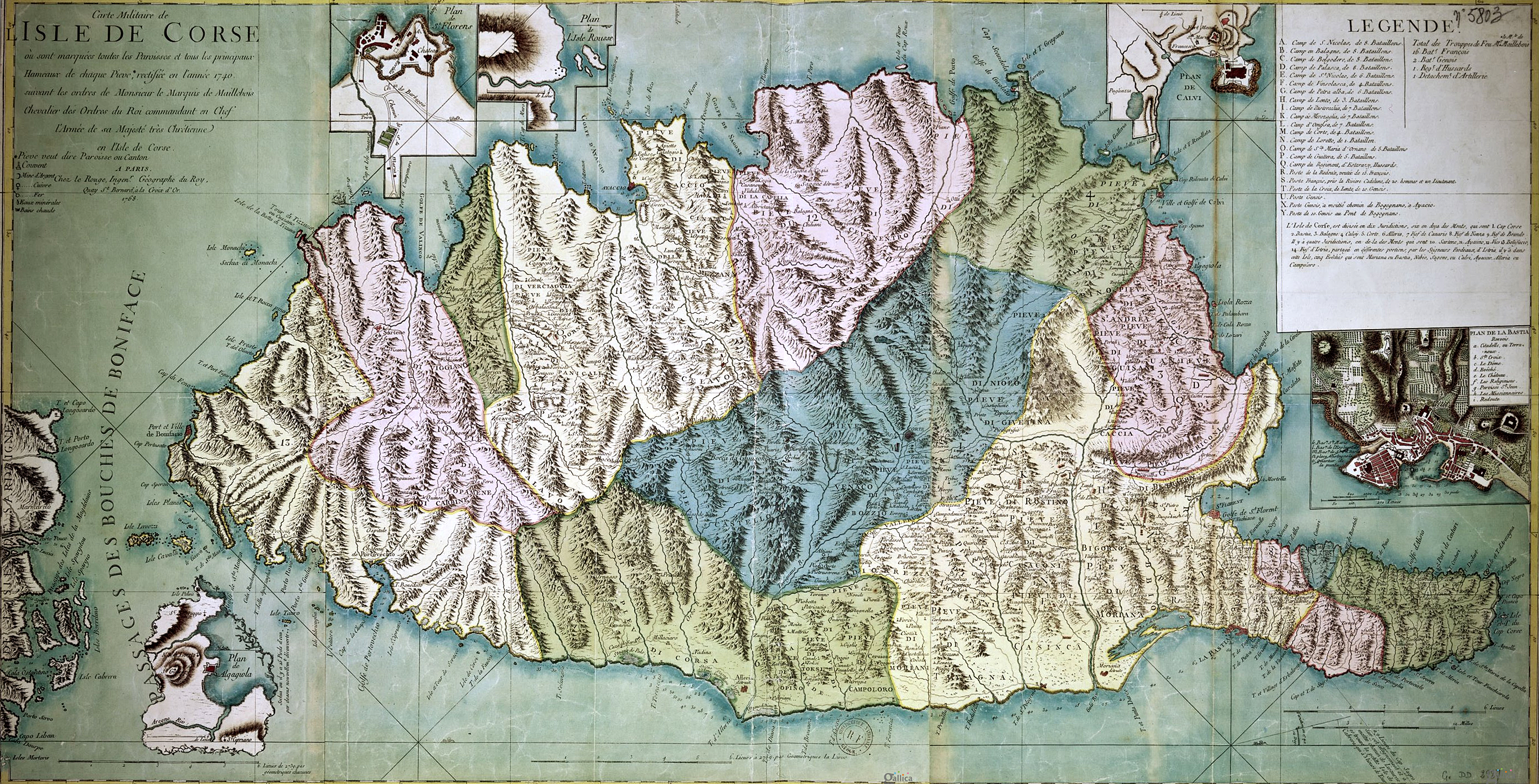
Carte militaire de la Corse en 1768 avec les pièves existant en 1740.

En 1756, les Français sont à nouveau de retour sur l'île, seulement à Ajaccio, Calvi et Saint-Florent. En échange, Louis XV s'est engagé à verser chaque année 1,5 million de livres à Gênes, mais seuls trois versements furent effectués jusqu'en 1763. Les troupes sont dirigées par le marquis de Castries puis par le comte de Vaux. Néanmoins, les Français se retirent en 1759, les troupes étant mobilisées pour la guerre de Sept Ans. Ils reviennent en 1764 et obtiennent les places fortes d'Algajola et de Bastia,. Les troupes sont alors dirigées par le comte de Marbeuf, qui est à la tête d'une armée de 4 000 hommes. Une fois de plus, le rôle des Français est d'être des médiateurs entre Corses et Génois, tout en séduisant les Corses. Par deux fois, les Français proposent une forme de suzeraineté à Paoli qui refuse à chaque fois. Cependant, à partir de 1765, il entretient une correspondance avec le duc de Choiseul, principal ministre de Louis XV. Cependant, Choiseul et Paoli ne se comprennent pas. Choiseul reprend les propositions faites précédemment et juge excessives les demandes de Paoli tandis que le général corse refuse toute suzeraineté, qu'elle soit française ou génoise. Paoli reste attaché au manifeste de la consulte de 1761. Choiseul cherchait à préparer la revanche sur l'Angleterre après la défaite lors de la guerre de Sept Ans en mettant à mal ses ambitions en Méditerranée. Finalement, la correspondance est interrompue et Gênes, craignant un départ des Français dont la présence en Corse était censée prendre fin le 6 août 1768, négocie un nouveau traité : c'est le traité de Versailles signé le 15 mai 1768, qui marque la fin de la domination génoise sur l'île,. Dans son Précis du siècle de Louis XV, Voltaire commente la cession de la Corse par Gênes à la France en ces termes : 
« En cédant la vaine et fatale souveraineté d'un pays qui lui était à sa charge, Gênes faisait en effet un bon marché ; et le roi de France [Louis XV] faisait un malheur... Il restait à savoir si les hommes ont le droit de vendre d'autres hommes ; mais c'est une question qu'on n'examinera jamais dans aucun traité. »

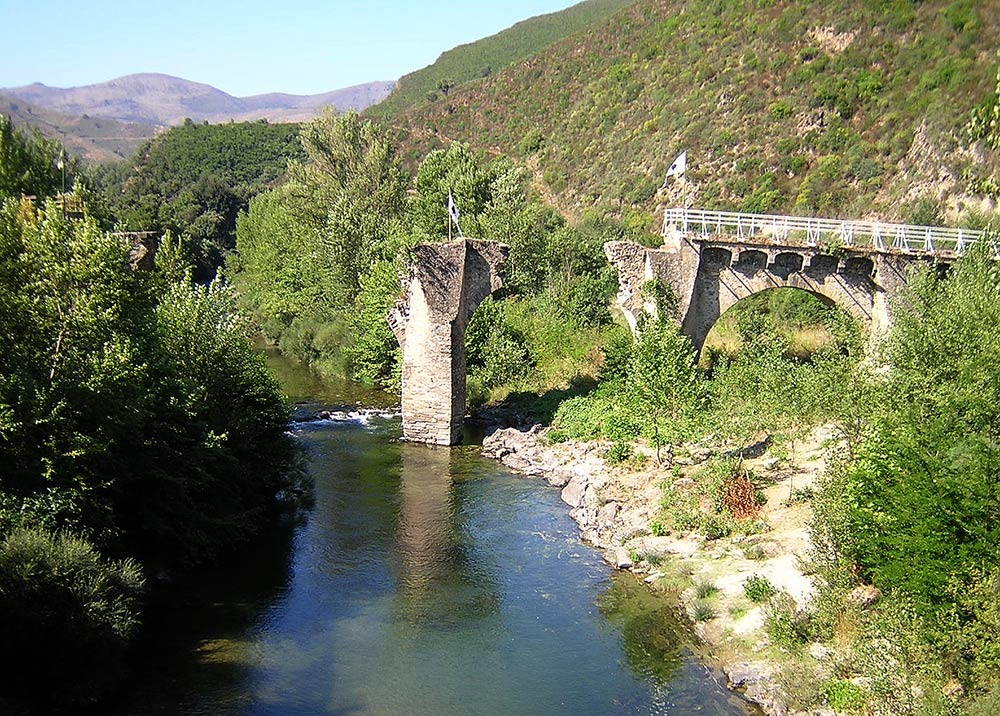
Photographie du pont où s'est déroulée la bataille de Ponte-Novo. Le pont est détruit lors de la libération de la Corse par les troupes allemandes.

En juillet 1768, à la suite du traité de Versailles, la France rachète à Gênes ses droits sur l'île. En fait, au départ, il s'agit seulement d'une délégation : la France est chargée d'administrer la Corse durant dix ans et de la pacifier. Gênes étant dans l'incapacité de rembourser à la France ses frais, l'île devient propriété de la France au bout de dix ans. Le 15 août 1768, Louis XV proclame officiellement la réunion de la Corse à la France et, mésestimant la résistance corse, s'imagine qu'en envoyant un corps expéditionnaire mené par le marquis de Chauvelin, il pourra conquérir son acquisition et avoir raison de Paoli. À l'époque, la Corse n'est distante de la France que de deux jours en bateau . Le corps expéditionnaire débarque à Bastia où il est bien accueilli. Des opérations sont lancées dans deux pièves, le Nebbio et la Casinca. Cependant, les insurgés résistent en vertu de la résolution adoptée lors de la consulte de Corte le 22 mai 1768. Les troupes françaises sont vaincues lors de la bataille de Borgo en octobre 1768. À partir de là, Choiseul décide l'annexion de la Corse au royaume et met en œuvre tous les moyens pour y parvenir. Au printemps 1769, le comte de Vaux débarque sur l'île à la tête d'un corps expéditionnaire bien plus important. Le 9 mai 1769, les troupes corses sont vaincues lors de la bataille de Ponte-Novo par les troupes françaises,. La déroute est telle que les mercenaires allemands qui combattaient aux côtés des Corses ont tiré sur les leurs. Pascal Paoli parvient à fuir avec plusieurs centaines de partisans. Paradoxalement, aucune opération miliaire n'eut lieu dans le Delà des Monts. Les pièves finissent par se rallier au royaume de France les unes derrière les autres. Le 13 juin 1769, Paoli embarque à Porto-Vecchio pour Livourne avec 300 partisans et part en exil à Londres. La quête d'indépendance de la Corse était désormais terminée, hormis l'intermède du Royaume anglo-corse entre 1794 et 1796 pendant la Révolution française.

## La Corse avant la Révolution française
La Corse est annexée par le royaume de France à la fin du règne de Louis XV. Le comte de Vaux devient gouverneur de l'île. Il constate que le phénomène de vendetta, que l'île connaissait depuis des siècles, ne cesse guère. Il suggère, dans une lettre envoyée à Choiseul, de prendre des mesures punitives pour y mettre fin. Cependant, le ministre refuse. Le comte de Vaux démissionne face à ce refus et est remplacé en mai 1770 par le comte de Marbeuf, présent sur l'île depuis 1764. Cependant, contrairement à ce qu'espérait Choiseul, le comte mène une politique semblable à celle que le comte de Vaux suggérait dans sa lettre. L'épisode le plus connu est sans doute la révolte durement réprimée dans la piève du Niolo en 1774.

Les gouverneurs successifs de l'île et Choiseul cherchent avant tout à mettre sur pied une administration pour gouverner l'île et d'assimiler ses habitants au royaume. Dès juillet 1769, Choiseul suggère au comte de Vaux de supprimer les provinces et les pièves qui formaient l'organisation administrative de l'île depuis le temps de la domination pisane. Dans un mémoire adressé à Choiseul, Matteo Buttafoco — qui joua les intermédiaires entre Paoli et Choiseul entre 1765 et 1768 — suggérait de faire de la Corse un pays d'états : 
« Le système d'administration le plus avantageux, le plus désiré, le plus analogue à l'ancien gouvernement de cette nation, serait à peu près celui du pays d'États, avec les modifications conciliables aux anciens usages du pays et relatives à la position, à la constitution, à la disposition actuelle de la Corse. »
 Différent du pays d'élection, il tenait compte des spécificités de l'île. De plus, Choiseul est conscient que des partisans de Paoli sont toujours présents sur l'île. Le comte de Vaux partageait l'avis de Buttafoco. Cependant, il y a peu de changements dans l'organisation territoriale de l'île. En septembre 1770, une consulte est réunie à Bastia. Les travaux sont suivis avec attention par le comte de Marbeuf et à la cour de Versailles. Les commissaires du roi dirigent les débats de façon que les oppositions ne puissent appuyer leurs arguments. Tous les projets présentés sont adoptés avec le soutien des notables, notamment la famille Bonaparte, qui estiment qu'il y a des avantages à tirer de la présence française sur l'île. Elle est d'ailleurs officiellement reconnue par le royaume à cette période. Le 24 décembre 1770, Choiseul est écarté du pouvoir par Louis XV, qui avait appris ses projets de provoquer une guerre avec l'Espagne contre la Grande-Bretagne.
Dans un premier temps, c'est l'administration des communes qui est organisée. En mai 1771, un édit sur l'organisation municipale des villes est rédigé par le marquis de Monteynard et le chancelier Maupeou. L'édit est adopté après plusieurs mois de travaux. L'adoption de l'édit n'empêcha pas certaines irrégularités dans l'élection des officiers municipaux. Les assemblées d'états se réunissent tous les ans, le comte de Marbeuf étant présent à chaque fois. De nouvelles rivalités naissent, obligeant le gouverneur à trancher. Après 1781, ils en sont plus convoqués qu'une seule fois, en 1785. En 1772, l'administration de la Corse passe du ministère de la Guerre au ministère des Finances.
Sur le plan judiciaire, rien ne subsiste de l'organisation génoise ou paolienne. Des juridictions royales sont créées ainsi qu'une Cour souveraine pour juger les affaires en appel. Un code judiciaire est publié tous les ans à partir de 1778 et remplace progressivement les coutumes anciennes. Marbeuf reprend la politique répressive de Paoli pour lutter contre le phénomène de vendetta. Ce qui pose le plus de difficultés est l'adhésion des différents évêchés à la Déclaration des Quatre articles adoptée en 1682 et qui provoqua des remous à Rome. De plus, le clergé, suspecté de sympathie pour les partisans de Paoli, est étroitement surveillé. Des collèges sont ouverts à Ajaccio, Bastia, Calvi et Cervione. Le projet d'université n'ira pas jusqu'à son terme. Enfin, une réforme fiscale d'envergure permet enfin d'adapter les besoins fiscaux à la situation spécifique de l'île, tandis que des mesures pour stimuler la production agricole. Jusqu'à la fin du XVIIIe siècle, la Corse regagne de la population, en partie grâce à l'introduction de nouveaux principes et de nouvelles pratiques sur le plan médical. Néanmoins, si la Corse commence à sortir de la misère en cette fin de siècle, elle connaît toujours d'importants problèmes à la veille de la Révolution française.

## La Révolution française

### Premières années

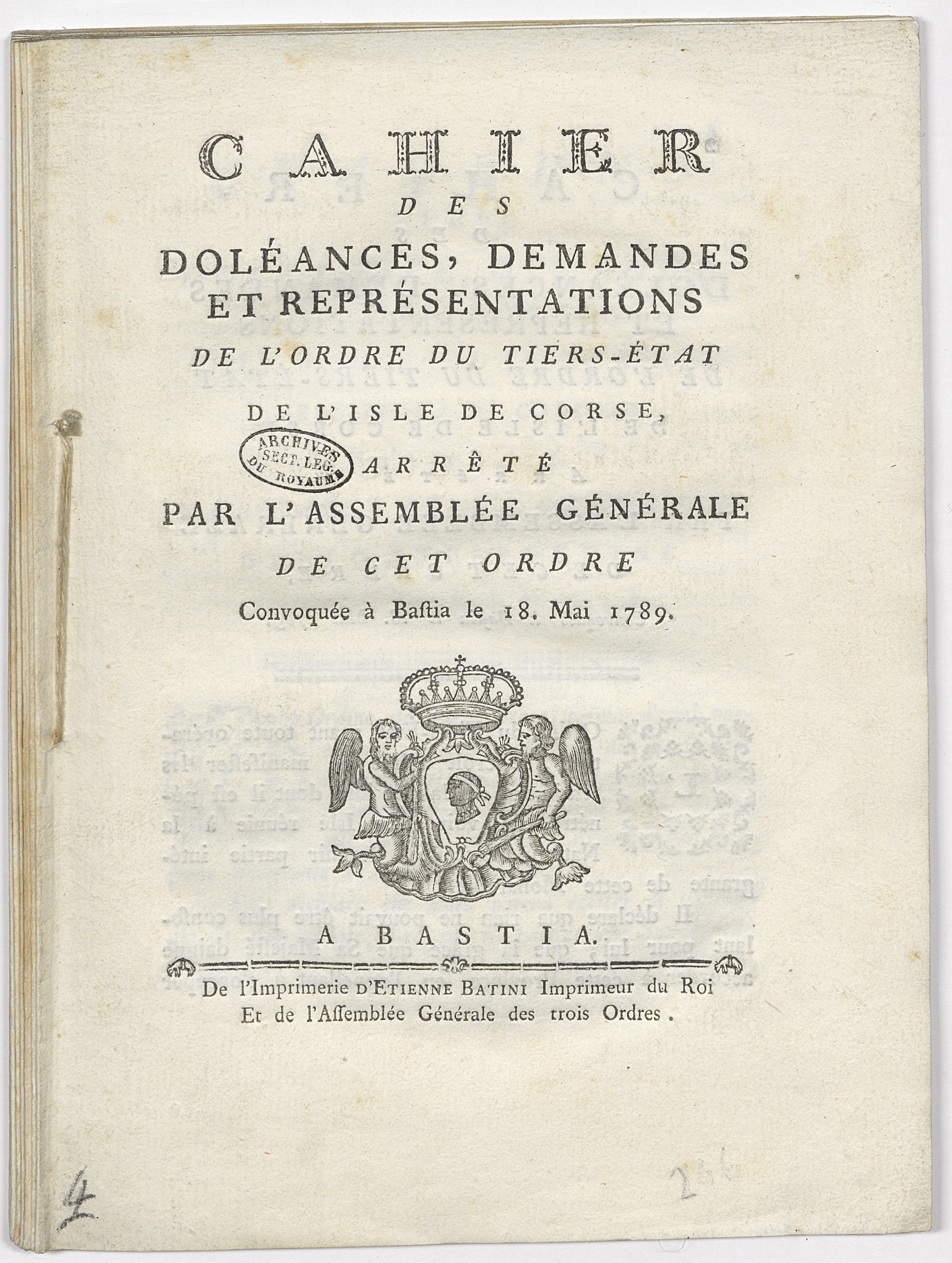
Cahier des doléances, demandes et représentations de l’ordre du Tiers-État de l’Isle de Corse, Arrêté par l’assemblée générale de cet ordre. Convoquée à Bastia le 18 mai 1789 (Archives nationales).

Les cahiers de doléances des Corses présentés lors des États généraux de 1789, presque intégralement rédigés par Charles André Pozzo di Borgo, font des demandes très modestes. Les représentants corses rendent hommage à la France et demandent simplement d'obtenir les mêmes droits et libertés que dans le reste du royaume. Cependant, les notables et les nobles sont les plus véhéments pour rejeter les évènements de la nuit du 4 août 1789. La création de la Garde nationale s'accompagne de violences à Ajaccio et à Bastia. À Bastia, deux enfants et deux soldats sont tués dans les affrontements. De nouvelles divisions se font jour, mais la rumeur que Gênes pourrait revendiquer de nouveau ses droits sur l'île soudent les habitants. Gênes, de son côté, est très bien informé de la situation et des intentions françaises. Depuis 1772, Christophe Vincent Spinola est l'ambassadeur de la République à Versailles. Il s'inquiète des demandes des Corses. Il sait au moins une semaine auparavant que les députés de Corse vont présenter une demande de réunion de la Corse à la France à l'Assemblée constituante. Une pétition rédigée à Bastia donne des consignes aux députés : 
« Vous avez pour mandat de réclamer que la Corse soit déclarée partie intégrante de la monarchie française [...]. Afin que nous soyons toujours français, et c'est le vœu des Corses, il faut un décret de la nation sur la demande faite par vous. »
 Cela est également évoqué dans les cahiers de doléances. Le décret est présenté le 30 novembre 1789 sur proposition de Christophe Saliceti : 
« L'Assemblée nationale déclare que la Corse fait partie de l'Empire français, que ses habitants doivent être régis par la même constitution que les autres Français... »
 Le décret est adopté, mais Louis XVI hésite quant à la marche à suivre, d'autant que Gênes proteste contre l'adoption du décret. Elle envoie même un mémoire à l'attention du roi pour lui rappeler les clauses du traité de Versailles. Un article proposé par Mirabeau autorise le retour des immigrés dont Pascal Paoli. Louis XVI finit par sanctionner le décret par lettres patentes en janvier 1790,. L'Assemblée constituante traite avec dédain les protestations génoises, qui envoie un mémoire qui est lu en séance le 21 janvier 1790.
La réorganisation territoriale se poursuit. Le 15 janvier 1790, la Corse devient un département unique avec Bastia comme chef-lieu. Paoli débarque en France le 3 avril 1790 et effectue une tournée triomphale jusqu'à son arrivée en Corse le 14 juillet 1790, jour de la fête de la Fédération. Il arrive à Bastia trois jours plus tard. Il adhère aux idéaux révolutionnaires, jure obéissance et fidélité au peuple et est nommé par Louis XVI commandant de l'île avec le grade de lieutenant général. Il souhaite la reconnaissance d'un statut spécifique à la Corse. Cependant, la situation se tend dans l'île lorsque la Constitution civile du clergé entre en application. Les partisans du clergé se battent contre les laïcs, ce qui entraîne l'île dans une quasi guerre civile,. Paoli réprime l'émeute et décide de transférer le chef-lieu de Bastia à Corte, qui fut la capitale de la Corse indépendante. Cette décision fut très mal perçue par les partisans des Jacobins et les partisans de la révolution. Progressivement, Paoli prend ses distances avec les Jacobins. Entre-temps, la fuite de Varennes fait que les révolutionnaires ont de moins en moins confiance en Louis XVI. Les Girondins, qui viennent d'entrer au gouvernement cherchent à faire diversion et parviennent à faire adopter la déclaration de guerre de la France au roi de Bohême et de Hongrie le 20 avril 1792. Autrement dit, la France est désormais en état de guerre contre l'empire d'Autriche. Cela contribue à renforcer le mouvement révolutionnaire. De nouveaux affrontements ont lieu, à Bastia en juin et juillet 1791 où des soldats se livrent à des actes de pillage pendant un mois. En avril 1792, le jour de Pâques, des troubles éclatent à Ajaccio. Dans les premiers mois des guerres révolutionnaires, les troupes françaises perdent toutes les batailles. La journée du 10 août 1792 aboutit à la chute de la monarchie. Trois jours plus tard, Louis XVI, Marie-Antoinette et toute la famille royale est emprisonnée à la prison du Temple. Les évènements font qu'une partie de la noblesse corse et les prêtres réfractaires choisissent de prendre le chemin de l'exil. Le 20 septembre, les troupes françaises remportent leur premier succès lors de la bataille de Valmy. Le lendemain, la Première République est instaurée, marquant définitivement la fin de l'expérience de monarchie constitutionnelle amorcée par la Constitution de 1791. La Convention nationale élue lors des élections législatives de septembre commence à siéger. Pendant la campagne, Paoli est malade et ne peut empêcher l'élection de députés favorables aux Jacobins, notamment Saliceti. Le 10 octobre 1792, elle décide l'organisation d'une expédition contre la Sardaigne. Un contingent de 6 000 hommes est demandé, mais Paoli n'est pas favorable à l'expédition. Seuls 2 000 hommes du 2e bataillon de volontaires de la Corse participent à l'expédition sous le commandement de Pierre-Paul Colonna de Cesari Rocca. Parmi ces hommes figure le jeune Napoléon Bonaparte. L'expédition est un fiasco. Paoli est accusé de l'avoir volontairement fait échouer.
Le 1er février 1793, la Convention envoie trois délégués en Corse. Parmi eux, Christophe Saliceti, l'un de ses plus farouches opposants. Paoli parvient à écarter les Jacobins, leur chef étant Saliceti. La famille Bonaparte est également proche, notamment Napoléon. Lucien Bonaparte, jeune frère de Napoléon, avait dénoncé les agissements de Pascal Paoli et Charles André Pozzo di Borgo à Toulon et les accusait de despotisme. Paoli est également accusé d'être à la solde de la Grande-Bretagne. Le 2 avril 1793, la Convention décide alors de les convoquer,. La Convention vote ensuite un décret d'arrestation que les commissaires hésitent à appliquer. Elle finit d'ailleurs par se rétracter mais il est déjà trop tard. Paoli prend les devants et convoque une consulte à Corte le 27 mai,,. Il entre en contact avec les Anglais qui ont rejoint la Première coalition après l'exécution de Louis XVI. Ses partisans pourchassent les révolutionnaires, en particulier les Bonaparte qui furent parmi les premiers à rallier les Français en 1769. Ils pillent et incendient la maison des Bonaparte. Napoléon et sa mère Laetitia parviennent à fuir l'île en s'embarquant à Calvi pour rejoindre Toulon. À partir du mois de juin, la Convention nationale n'a plus aucune autorité sur l'île. Malgré tout, le 11 juillet 1793, elle décide, sur proposition de Saliceti, la bi-départementalisation de l'île pour mieux la contrôler. C'est ainsi que se forment le Liamone, qui correspond au Delà des Monts (plus la piève du Niolo) et dont Ajaccio devient le chef-lieu, ainsi que le Golo qui correspond au Deçà des Monts dont Bastia est le chef-lieu. La bi-départementalisation ne devient effective qu'en 1796. Six jours plus tard, Paoli et Pozzo di Borgo sont décrétés hors-la-loi par la Convention. La sécession devenait presque inévitable.

### La sécession et l'éphémère royaume anglo-corse

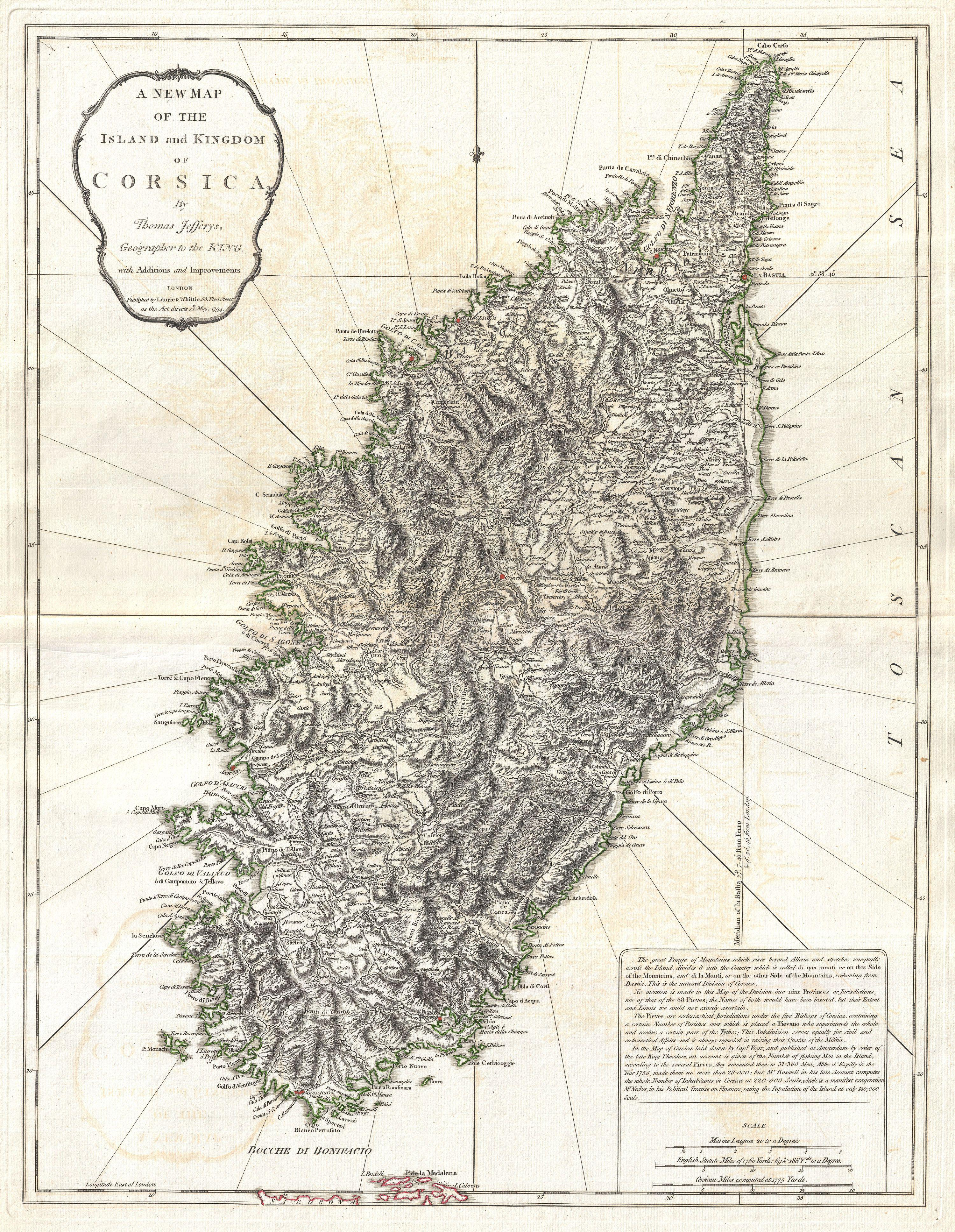
Carte anglaise de la Corse, 1794.

La consulte du 27 mai 1793 réunit 1 009 députés venus de toute l'île,. Nombreux sont ceux qui portent des armes. Malgré une volonté de ne pas rompre avec la Convention, un certain nombre de décisions sont prises, notamment de mettre un terme au mandat des députés de l'île à la Convention. Pourtant, jusqu'à sa mise hors-la-loi, Paoli continue d'affirmer son attachement à l'union avec la France. Jusqu'à la mise en accusation d'avril 1793, il n'y avait d'ailleurs pas de parti hostile à la Révolution française. À partir de là, Paoli décide d'entrer directement en contact avec la Grande-Bretagne. Il décide alors de mettre sur pied une armée et envoie des délégués auprès des représentants britanniques présents en Italie,. Les troupes fidèles à la Convention sont repoussées et cantonnées dans les places fortes de Bastia, Calvi et Saint-Florent,. Après plusieurs mois de négociations, Gilbert Elliot débarque à Saint-Florent le 14 janvier 1794 avec les instructions de Samuel Hood et l'accord de William Pitt le Jeune. Entre-temps, les Britanniques ont perdu leur base arrière de Toulon, reprise par les républicains lors du siège de la ville,. C'est à partir de là que Hood s'intéresse à la Corse, cherchant une base arrière dans la mer Ligurienne. William Pitt le Jeune cherchait à empêcher la flotte française de s'étendre en Méditerranée, de façon à conserver l'hégémonie britannique. Gilbert Elliot, très imprégné des principes d'Edmund Burke et détestant la France, y voit dans ce débarquement « la perspective d'un Empire universel » pour la première fois depuis l'Empire romain. L'objectif était de libérer les ports de Bastia, de Calvi et de Saint-Florent, points d'appuis de la marine française,. Elliot reste une semaine sur l'île avant de rejoindre Hood à Hyères. Son rapport de ses entrevues avec Paoli convainc Hood de débarquer sur l'île le 7 février à Saint-Florent,. Durant la traversée, les troupes britanniques font le siège de la ville qui prend fin moins de deux semaines après le débarquement de Hood.
Resté sur l'île, Gilbert Elliot reçoit des instructions très précises du secrétaire à l'Intérieur Henry Dundas. Ainsi, tout accord ou tout compromis signé avec Paoli doit être à l'avantage de la Grande-Bretagne, de façon à annexer l'île comme dominion et que toute décision prise relève du ressort du roi George III. Le 1er mai, Pascal Paoli fait diffuser une proclamation où il appelle ses concitoyens à discuter d'une union personnelle avec la Grande-Bretagne. Le 21 mai, le siège de Bastia prend fin et la ville tombe dans l'escarcelle britannique. Deux jours plus tard, l'amiral Hood est remplacé par l'amiral Charles Stuart. Le général Paoli réunit une assemblée à Corte le 10 juin, qui vote l'union personnelle avec la Grande-Bretagne le 15 juin suivant. Très vite, la rédaction d'une constitution est évoquée. Le 19 juin, la constitution est adoptée et George III est acclamé comme roi de Corse,. Le Royaume anglo-corse était né. Jusqu'en octobre 1794, un gouvernement provisoire, dirigé par Paoli, s'occupe des affaires de l'île. Le 14 août, le siège de Calvi prend fin, après une résistance acharnée des troupes républicaines. Il ne restait plus de 400 soldats britanniques pour défendre la ville. C'est durant le siège qu'Horatio Nelson perd son œil droit. Raphaël de Cabasianca négocie la reddition de ses troupes et obtient une amnistie générale. Des partisans des Français purent rejoindre la métropole sans être inquiétés, suscitant les remontrances du royaume de Sardaigne et de l'empire d'Autriche, alliés de la Grande-Bretagne en Méditerranée. Concernant le futur statut le l'île, Paoli n'obtient pas entièrement satisfaction. De plus, Gilbert Elliot lui est préféré au poste de vice-roi. Charles André Pozzo di Borgo devient président du conseil d'État, soit le chef du gouvernement,,. Elliot comprend néanmoins l'importance du général s'il veut imposer son pouvoir. Malgré les bonnes intentions d'Elliot, William Pitt le Jeune et Henry Dundas continuent de planifier l'annexion future de l'île et comptent proposer à Paoli tous les honneurs possibles ainsi qu'une généreuse pension. Elliot se rapproche de Charles André Pozzo di Borgo, qui devient président du conseil d'État et l'aide à éloigner le général des affaires,. Elliot, lui, commet un premier impair en déplaçant la capitale de Corte à Bastia. Entre-temps, la Première coalition connaît ses premières difficultés contre la France. Elle perd de nombreuses batailles depuis la victoire française lors de la bataille de Fleurus,. L'île n'est pas en capacité d'être défendue en cas d'attaque française, les troupes britanniques n'étant pas assez nombreuses sur place. Or, le gouvernement de Londres refuse d'envoyer trop de troupes. L'île ne semble déjà plus être une priorité pour William Pitt le Jeune, d'autant que Gênes lorgnait toujours sur son ancienne possession. Le 9 février 1795, la session parlementaire s'ouvrait à Bastia, ayant été reportée plusieurs fois à cause du mauvais temps. Elliot connaît un camouflet quand Paoli est triomphalement élu président du Parlement. La menace du retrait des troupes britanniques obligea Paoli à renoncer à sa charge, citant l'âge et l'état de santé comme principales raisons de son retrait.
Rapidement, Elliot rencontre des difficultés. Il cherche à se débarrasser de Paoli qui gêne son entreprise. De plus, l'échec du débarquement de Quiberon fait que William Pitt le Jeune ouvrit des négociations avec le Directoire. Progressivement, les Paolistes perdent du terrain sur les républicains favorables aux Français. En octobre, Elliot obtient enfin satisfaction, le départ de Paoli étant acté le 6. Le 14 octobre, le général embarque à Saint-Florent pour Livourne et part pour un nouvel exil définitif,. Il meurt à Londres en 1807.

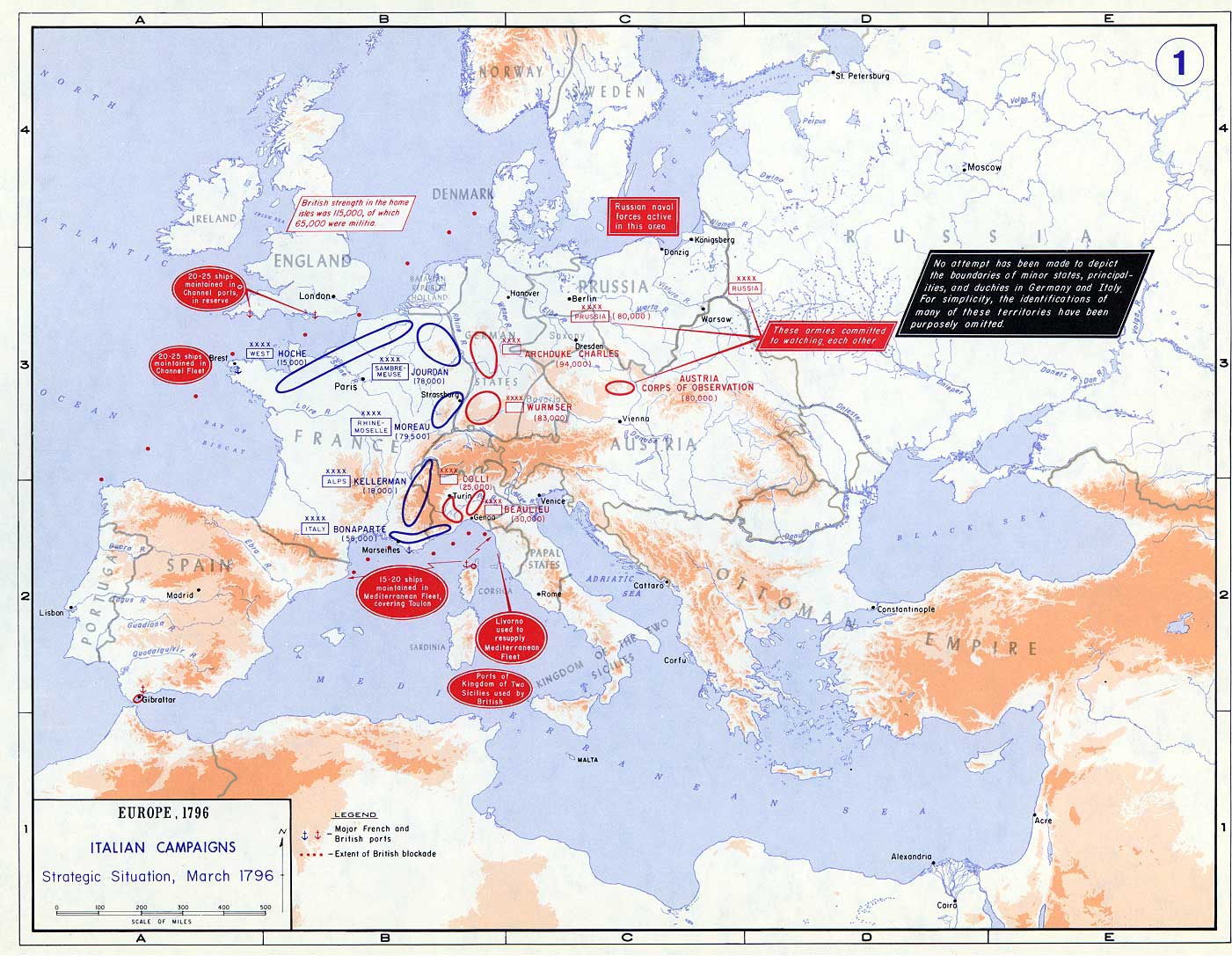
Situation militaire de la guerre de la première coalition en mars 1796.

La situation s'apaise quelque peu et la session parlementaire se réunit à nouveau à partir du 25 novembre. Néanmoins, les Paolistes renoncent à s'y rendre. Elliot prend la décision symbolique de rouvrir l'université de Corte. Cependant, elle reste sans effet sur les Paolistes. La situation change lorsque l'armée d'Italie part pour la campagne d'Italie. Le général Napoléon Bonaparte cherche à ramener la Corse dans le giron français. En mars 1796, le village de Bocognano au centre de l'île est le cadre d'un soulèvement armé, obligeant Elliot à envoyer des troupes. La révolte est écrasée, mais toute l'île, à l'exception de Sartène, s'embrase. Elle gagne Sartène un peu plus tard. Elliot cherche à parlementer avec les insurgés mais la situation continue de se dégrader. Dans le même temps, le royaume de Sardaigne signe le traité de Paris le 15 mai et fait la paix avec la France. Le 19 août, Horatio Nelson fait un constat désespéré de la situation : 
« Our affairs in Corsica are gloomy; there is a very strong Republican party in that Island, and they are well supported from France; the first favorable moment they will certainly act against us. »
« Nos affaires de Corse sont bien sombres ; il y a un parti républicain très fort dans cette île, et ils sont bien soutenus par la France ; au premier moment favorable, ils agiront certainement contre nous. »
 Elliot aura beau affirmer que l'opinion était toujours favorable à la Grande-Bretagne, les troupes françaises continuaient de gagner du terrain. Le jour même où Nelson faisait ce constat, la France signait avec l'Espagne le traité de San Ildefonso, les deux pays s'engageant mutuellement à attaquer la Grande-Bretagne. L'Espagne comptait déclarer la guerre un mois après la signature du traité. Le 31 août, des ordres d'évacuation sont envoyés à Elliot, William Pitt le Jeune ayant dans le même temps entamé des négociations secrètes avec le Directoire. Elliot reçoit les instructions le 28 septembre, qui informa le Parlement de la décision de retrait le 11 octobre suivant. Huit jours plus tard, Elliot et Nelson quittent l'île tandis que des troupes françaises débarquent dans le cap Corse. Elles entrent dans Bastia, actant le retour de la Corse dans le giron français,. Le jour même, le gouvernement britannique se rapproche de Catherine II de Russie, lui proposant la souveraineté sur la Corse à condition que l'île revienne dans le giron britannique une fois la paix revenue. Cependant, il renonce deux jours plus tard après une nouvelle victoire de la Prusse, d'autant que les instructions parviennent trop tard à Gilbert Elliot. C'est la fin d'une éphémère indépendance pour les Corses.

### Le Directoire
La reconquête de la Corse achevée, Napoléon confie la responsabilité de l'île à Saliceti ainsi qu'à André-François Miot de Mélito. Celui-ci reste de décembre 1796 à mars 1802. En avril 1797, Napoléon rédige un rapport détaillé dans lequel il préconise plusieurs mesures pour que la Corse devienne définitivement française. Néanmoins, le Directoire commet plusieurs maladresses, notamment lors des élections pour le Conseil des Cinq-Cents et le Conseil des Anciens. La répression du coup d'État du 18 fructidor an V par Napoléon est mal perçue. En 1798, la révolte dite « de la Crocetta » — petite croix en palme fixée sur le vêtement, notamment à Pâques — commence dans le Golo. Le clergé y prend part, mais elle est violemment réprimée par le général Claude-Henri Belgrand de Vaubois.

## Le Consulat et le Premier Empire
En octobre 1800, un soulèvement royaliste mené par Pierre-Paul Colonna de Cesari Rocca — ancien de l'expédition de Sardaigne — est orchestré par le tsar Paul Ier. Les insurgés débarquent à Solenzara et parviennent à gagner quelques régions, notamment le Fiumorbo,. Cependant, la contre-attaque orchestrée par Saliceti et trois généraux (Joachim Ambert, Jean-Baptiste Cervoni et Antoine Jean-Baptiste Aubugeois de La Borde) et près de 5 000 hommes brise la tentative de coup d'État,. Deux mois plus tard, Napoléon décide de suspendre la Constitution de l'an VIII en Corse,. Jusqu'à la chute de Napoléon, les préfets de l'île n'auront que peu de pouvoirs. En 1801, l'île compte environ 160 000 habitants.
Miot de Melito devient administrateur général et se voit attribuer des pouvoirs dignes d'un proconsul,. Il met en œuvre une politique libérale, cherchant à encourager la production agricole ou à favoriser l'aménagement des villes. Surtout, il allège la fiscalité par les arrêtés Miot qui sont adoptés le 21 juin 1801. Miot de Melito quitte ses fonctions le 14 septembre 1802, et la Constitution est rétablie après la signature de la paix d'Amiens. En juillet 1801, le général Joseph Morand est nommé comme second administrateur avec pour mission de rétablir l'ordre dans l'île. À partir de 1803, il dispose de pouvoirs presque illimités et dirige l'île avec une fermeté extrême. Les préfets dépendent directement de lui. Morand finit par indisposer Napoléon qui le fait remplacer par le frère du futur maréchal Louis-Alexandre Berthier, César, en 1811. L'action de Morand fait l'objet d'une enquête approfondie de 1809 à son remplacement. Après le rétablissement de l'esclavage en 1802, Napoléon fait déporter des Antillais en Corse. Le bagne de Brest étant déjà rempli de déportés, il faut en ouvrir d'autres. Napoléon cherche à en déporter vers les États-Unis qui refusent. C'est ainsi qu'un bagne est construit à Ajaccio. La déportation des Antillais est décidée dès décembre 1800. Le 20 septembre 1802 part le premier bateau, nommé La Noyage, part de Brest pour faire halte à Toulon, avant d'accoster à Ajaccio. Le premier convoi arrive fin octobre 1802 à Ajaccio. À partir de 1803, Morand contraint les déportés aux travaux forcés. Après 1803, les convois sont de moins en moins nombreux, d'autant que Haïti vient de prendre son indépendance.
Contrairement aux idées reçues, Napoléon n'a jamais délaissé son île natale. Cependant, les guerres napoléoniennes l'occupent énormément. Sa décision la plus importante est de mettre fin à la départementalisation en avril 1811. La Corse redevient un département unique, mais Ajaccio est préférée à Bastia comme chef-lieu. Malgré sa proximité avec Gênes, Livourne ou Nice, Bastia paye son passé paoliste. La ville se manifeste à nouveau lors de la première abdication de Napoléon Ier en tentant de négocier une nouvelle union personnelle avec la Grande-Bretagne. Un traité est même signé. Cependant, le reste de l'île ne suit pas. Par le traité de Paris, les puissances étrangères reconnaissent officiellement la réunion de la Corse à la France.

## La Restauration
En février 1816, des partisans bonapartistes tentent un soulèvement dans la région du Fiumorbo, la même où un soulèvement royaliste avait commencé à l'époque du Consulat. Mené par le commandant Bernard Poli, qui été parvenu à cacher le trésor de Joachim Murat, il résiste aux contre-offensives menées par le marquis de Rivière que Louis XVIII avait envoyé pour pacifier l'île. Le général Amédée Willot succède au marquis de Rivière et propose de mettre fin au conflit en accordant une amnistie générale. Les partisans bonapartistes, assurés des intentions du roi, quittent un temps la Corse. Le commandant Poli finit même par se lier d'amitié avec le général Willot qui devient le parrain de son fils.

## La monarchie de Juillet
En 1842, des hauts fourneaux sont ouverts à Solenzara et Bastia dans le quartier de Toga. Bastia devient le poumon industriel de l'île.

## La Deuxième République
Le 10 décembre 1848, Louis-Napoléon Bonaparte — neveu de l'empereur Napoléon Ier — est triomphalement élu lors de l'élection présidentielle. Il remporte plus de 77 % des voix en Corse.
Le 10 août 1849, le président Louis-Napoléon Bonaparte demande un rapport sur la situation de la Corse à Jacques Pierre Abbatucci, député du Loiret à l'Assemblée nationale législative. Le président le charge également du suivi de tous les dossiers relatifs à la Corse.
Lors du coup d'État du 2 décembre 1851, la Corse est l'un des quatre départements où il n'y a eu aucune arrestation. Au moment de la proclamation du Second Empire, Napoléon III déclare : « La Corse n'est pas pour moi un département comme un autre, c'est une famille ».

## La Troisième République

### La fin du bonapartisme
La chute du Second Empire ne marque pas la fin du bonapartisme sur l'île, tandis qu'à l'échelle nationale l'anti-bonapartisme et un sentiment corsophobe conduisent à une réaction anti-corse comme la presse en témoigne,. En Corse, des clans se forment progressivement autour de quelques familles, comme les Abbatucci, les Gavini, les Giacobbi, les Rocca Serra ou les Zucarelli. Jusqu'à la crise du 16 mai 1877, la Corse reste un solide bastion bonapartiste. Dans un premier temps, les comités républicains locaux manquent de structures. À partir des élections législatives de 1881, les républicains dépassent les bonapartistes en nombre de sièges à la Chambre des députés. Les familles bonapartistes finissent par se rallier à la République en 1892. L'encyclique Rerum novarum du pape Léon XIII joua un rôle important dans ce ralliement. Seul Ajaccio semble résister. Un Comité napoléonien est créé en réponse au ralliement. Après 1895, tous les anciens bastions bonapartistes ont été pénétrés par les comités républicains. En 1908, le Comité napoléonien devient le Comité central bonapartiste, toujours existant aujourd'hui. Malgré tout, des députés républicains comme Emmanuel Arène sont également compromis dans certaines affaires, en particulier le scandale de Panama. Jusqu'à la fin du XXe siècle, la vie politique insulaire est dominée par quelques familles qui accaparent tous les postes politiques. Entre 1870 et 1900, une trentaine de préfets se succèdent, ce qui ne permet pas la stabilité.

### Retard économique
Tout au long du XIXe siècle et au début du XXe siècle, la Corse subit les conséquences du clientélisme. L'île connaît un développement relatif sous le Second Empire, mais celui-ci s'enraye à partir de 1875. L'activité industrielle dans la région d'Ajaccio, en particulier les filatures, font faillite. En 1885, les hauts fourneaux de Solenzara et Bastia cessent leurs activités. Les quelques gisements miniers ne sont pas jugés suffisamment rentables et l'artisanat insulaire est victime de la concurrence de la métropole. Pire, la production agricole dégringole par rapport au début du XIXe siècle. La malaria joue un rôle important dans cette baisse massive de la production agricole, notamment dans la Plaine orientale et en Balagne. Néanmoins, les autorités ne prennent pas la mesure du problème. Une commission d'enquête est mise sur pied et une loi adoptée en 1911, mais elle n'est pas appliquée. Ce n'est qu'à la fin de la Seconde Guerre mondiale, grâce aux Américains, que la malaria est éradiquée sur l'île. À partir de la fin du XIXe siècle, les villes deviennent le foyer nourricier des campagnes. Le tourisme est encore embryonnaire, limité à la région d'Ajaccio et aux régions montagneuses. Seul point positif, la ligne de chemins de fer finit par relier Ajaccio à Bastia. Néanmoins, l'extension vers la Plaine orientale n'a lieu que dans les années 1930 et celle vers Sartène est abandonnée. En 1908, Georges Clemenceau, alors président du Conseil, dresse un constat sans appel de la situation de l'île : 
« Il n'y a ni industrie, ni commerce, ni agriculture... Ni la Bretagne, ni les Hautes-Alpes, ni peut-être aucun pays d'Europe ne peuvent donner une idée de la misère et du dénuement actuels de la Corse. »
À partir de 1880, le phénomène d'émigration se renforce. Beaucoup de Corses entrent dans l'administration coloniale, notamment dans les départements d'Algérie et en Indochine française. D'autres, en particulier dans le cap Corse, quittent l'île pour l'Amérique, en particulier à Porto Rico et au Venezuela. En 1901, l'île compte environ 295 000 habitants. À partir de là, ce chiffre connaît une baisse constante jusqu'aux années 1950. Entre 1900 et 1956, la Corse perd environ 40 % de sa population. C'est d'ailleurs la seule île de Méditerranée à connaître un déclin démographique. Pour faire face, l'État fait appel à une immigration de travail. C'est ainsi que beaucoup d'Italiens arrivent sur l'île, en particulier après 1922. Chaque année, entre 15 000 et 20 000 Italiens arrivent sur l'île.

### Première Guerre mondiale

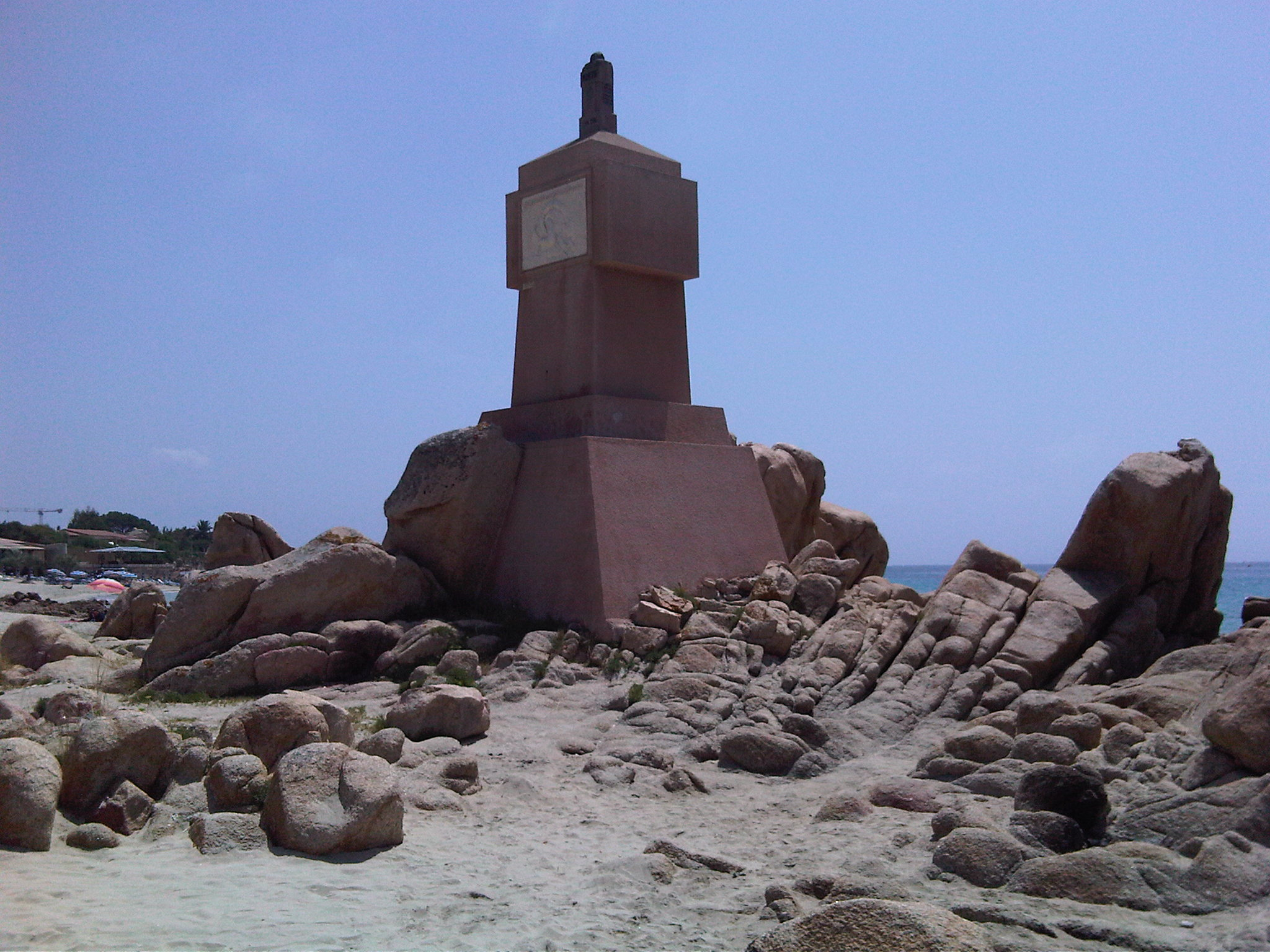
Borne de la Terre sacrée sur la plage des îles Sanguinaires à Ajaccio.

Il est difficile de déterminer avec exactitude le nombre de soldats mobilisés en Corse. Lors d'une cérémonie à Bastia le 6 janvier 1935, le général Maxime Weygand évoque le chiffre de 50 000 hommes. Ce chiffre est ensuite repris dans la plupart des rapports et des ouvrages. Le nombre de morts est également difficile à estimer, d'autant que la Corse connaît un élan patriotique inédit dans les années 1920. Pour faire face à la montée de l'irrédentisme italien et pour montrer leur attachement à la France, certains auteurs n'hésitent pas à donner des estimations excessivement élevés quant au nombre de soldats morts au combat. L'estimation chiffrée la plus précise est de 9 769 morts en 2005. D'autres estimations oscillent entre 10 000 morts pour les plus équilibrées et 40 000 morts pour les plus orientées politiquement. Dans son discours de 1935, Weygand mentionne le chiffre de 10 000 morts. Le rôle de l'État est également ambigu dans cette affaire. Depuis la fin de la Seconde Guerre mondiale, une querelle de chiffres fait rage entre partisans du maintien de la Corse dans la République et les autonomistes. En 1933, une Borne de la Terre sacrée est inaugurée à Ajaccio.
En 1915, la Corse accueille 4 000 réfugiés serbes et près de 1 000 réfugiés syriens chassés par l'Empire ottoman.

### La poussée patriotique de l'entre-deux-guerres

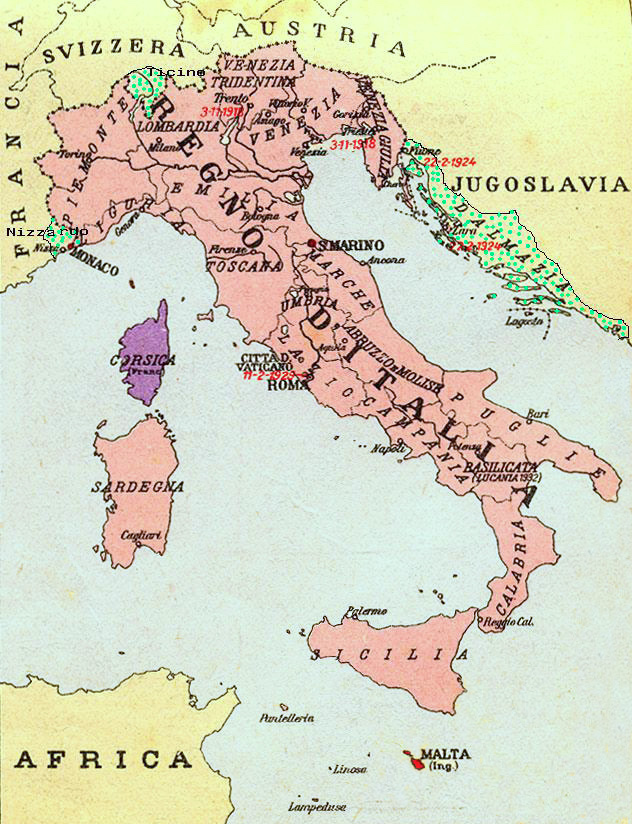
Revendications de l'irrédentisme italien en Méditerranée.

Dans les années 1920, la Corse connaît une poussée patriotique sans précédent. Dans le même temps, les autonomistes et les nationalistes, menés par Petru Rocca, épousent la cause de l'irrédentisme italien. La propagande de Benito Mussolini est très efficace en Italie, diverses revues voyant le jour, mais elle a peu d'échos sur l'île. Les autonomistes perdent toute crédibilité dans les années 1930. Pourtant, le maire d'Ajaccio Dominique Paoli croit bon de féliciter Mussolini après sa victoire lors de la seconde guerre italo-éthiopienne.
Le 30 novembre 1938, l'Italie fasciste manifeste sa volonté d'annexer les anciens comté de Nice et de Savoie ainsi que la Corse. Immédiatement, un Comité d'action et de défense de la Corse française se met en place. Le 4 décembre 1938, devant 20 000 personnes brandissant drapeaux corse et français, est prononcé par Jean-Baptiste Ferracci le « serment de Bastia », : « Face au monde, de toute notre âme, sur nos gloires, sur nos tombes, sur nos berceaux, nous jurons de vivre et de mourir Français ». À la fin de l'année, le comte Galeazzo Ciano ne pouvait que constater l'échec de l'entreprise italienne. Le président du Conseil Édouard Daladier effectue une tournée triomphale sur l'île.

## Le régime de Vichy et l'occupation italienne

### La Corse pendant le régime de Vichy
Après la défaite française lors de la bataille de France, la Corse est placée par les armistices du 22 et du 24 juin 1940 dans la Zone libre. La propagande irrédentiste reprend après une interruption de deux ans. Les Italiens demandent aux Allemands de transférer les prisonniers de guerre corses dans une unité spéciale, le Stalag V-B proche de la Suisse.
La réussite de l'opération Torch qui aboutit au débarquement en Afrique du Nord fait que la Zone libre est envahie le 11 novembre 1942. Près de 80 000 soldats italiens débarquent à Bastia. Sur les quais, un vers de Dante est écrit à la hâte : Lasciate ogni speranza, voi che'ntrate ! (ou « Laissez toute espérance, vous qui entrez ! » en français). Rapidement, la Résistance s'organise. La mission secrète Pearl Harbour est lancée en décembre 1942 depuis Alger. Le sous-marin Casabianca, qui est parvenu à s'échapper pendant le sabordage de la flotte à Toulon, fait débarquer les premiers agents de liaison. Le 19 mars 1943, l'ancien préfet Fred Scamaroni, capturé et torturé par la police secrète fasciste (OVRA), se suicide à la citadelle d'Ajaccio pour ne pas avoir à dénoncer ses camarades. Il est remplacé par le colonel Paulin Colonna d'Istria qui mène à bien l'unification des réseaux de résistance sur l'île. Deux mois plus tard, Danielle Casanova meurt du typhus à Auschwitz. Le 30 août 1943, une semaine avant l'armistice de Cassibile, Jean Nicoli et Michel Bozzi sont fusillés à Bastia par des soldats italiens. Entre-temps, Mussolini a été renversé le 25 juillet 1943,. L'opération Husky permit aux Alliés de débarquer en Sicile, fragilisant considérablement les positions italiennes.

### La Libération
Le 3 septembre 1943, le maréchal Pietro Badoglio conclut l'armistice de Cassibile avec les Alliés. Rendu public cinq jours plus tard, il provoque un soulèvement général sur l'île. Le colonel d'Istria envoie un ultimatum au général Giovanni Magli le sommant de choisir son camp. Le commandant des troupes d'occupation italiennes choisit le camp des Alliés le 11. Dès le 9 septembre, Ajaccio est libérée. Le général Henri Giraud envoie le régiment du 1er bataillon parachutiste de choc pour appuyer les insurgés tandis que les Italiens fournissent armes et matériel. Les troupes allemandes cherchent à rejoindre la métropole et remontent de Bonifacio jusqu'à Bastia. La ville est bombardée par la Luftwaffe et par l'aviation alliée. La libération de la Corse s'achève par la libération de Bastia le 4 octobre 1943. Le général de Gaulle, en visite sur l'île, prononce un discours célèbre : 
« La Corse a la fortune et l'honneur d'être le premier morceau libéré de la France. La Corse n'a jamais cru à la défaite... Chaque fois que la France entame une période nouvelle de sa vie et de sa grandeur, il faut que les Corses en soient les artisans et les témoins. »
 Après le départ des Allemands, l'île devient une base aérienne de premier plan pour les Alliés, notamment pour le débarquement de Provence. Le 31 juillet 1944, Antoine de Saint-Exupéry effectue sa dernière mission en partant de la base de Borgo. Son avion est abattu en Méditerranée par l'aviation allemande et des morceaux de l'épave sont retrouvés en 2000 au large des calanques de Marseille.

## La Quatrième République

### Le désenclavement
Les gouvernements successifs de la Quatrième République cherchent à réduire l'écart de niveau de vie entre Paris et la Province. En 1949, un rapport indiquait prendre en compte de « légitimes inquiétudes » sur la situation de l'île. La situation démographique et économique de l'île est enfin prise en compte, une longue enquête sur plusieurs années permettant de mesurer l'ampleur du phénomène. En 1954, la population de l'île est encore à 68 % rurale. La Corse, toujours rattachée administrativement à la Provence, bénéficie d'un Plan d'action régional particulier en 1957. Les objectifs du plan sont très ambitieux. Le tourisme et la production agricole sont les deux principaux axes de développement du plan. Deux sociétés d'économie mixte sont créés : la Société d'aménagement pour la mise en valeur de la Corse (SOMIVAC) et la Société pour l'équipement touristique de la Corse (SETCO). Cependant, les Corses se montrent sceptiques face aux chances de réussite du Plan.

### La guerre d'Algérie et le coup d'État du 13 mai 1958
La Corse est particulièrement affectée par la décolonisation, beaucoup de Corses ayant bénéficié d'un emploi dans l'administration coloniale ou dans l'armée depuis près d'un siècle, y compris grâce au clientélisme électoral.
Du 24 au 28 mai 1958, le 1er bataillon parachutiste de choc basé à Calvi enclenche la première phase de l'opération Résurrection, une des étapes du coup d'État du 13 mai 1958, qui consiste à s'emparer du pouvoir civil et militaire dans toute l'île. La Corse approuve largement le retour au pouvoir du général de Gaulle et vote largement pour le oui lors du référendum du 28 septembre 1958, malgré une abstention supérieure à 35 %.

## Depuis 1958: le paradoxe insulaire

### Décollage économique
À partir de la fin des années 1950, la Corse connaît enfin son décollage économique. À partir de 1956, la démographie est de nouveau en hausse. En 1960, l'île compte près de 270 000 habitants. Entre 1957 et 1965, elle accueille environ 17 000 rapatriés d'Afrique du Nord et d'Algérie. Ajaccio accueille 6 000 rapatriés alors qu'elle ne comptait à l'époque que 40 000 habitants. Dans le même temps, les premiers effets du Plan d'action régional particulier se font sentir. Entre 1955 et 1960, le réseau téléphonique commuté augmente de 82 % sur l'île, contre 40 % pour le reste de la France métropolitaine. La Plaine orientale et la Balagne, débarrassés de la malaria, redeviennent des foyers agricoles. La production de vin se développe de façon très importante, et beaucoup de rapatriés — notamment des pieds-noirs — se verront attribuer des terres agricoles par le gouvernement, notamment autour d'Aléria. Les exploitations viticoles ne tarderont pas à poser des problèmes.
Entre 1960 et 1990, le nombre de touristes passe de 100 000 visiteurs à 1,5 million. Progressivement, la Corse rattrape son retard et n'est plus considérée comme le territoire le plus pauvre de France métropolitaine. Néanmoins, une partie de l'économie de l'île reste ancrée sur des pratiques archaïques. La balance commerciale de la Corse demeure déficitaire avec la métropole. À partir des années 1960, un mouvement autonomiste se structure dans l'île tandis que le nationalisme corse reprend vie après une quarantaine d'années d'isolement. Les premières protestations ont lieu, notamment contre le transfert du site d'essais nucléaires de Reggane dans le Sahara occidental au sud de Calvi. Finalement, le site est déplacé en Polynésie française.
Dans le cadre du bicentenaire de la naissance de Napoléon, Georges Pompidou pose une première pierre en étant le premier à parler d'autonomie pour la Corse depuis Alexandre Millerand en 1922. En 1970, la Corse devient une région. L'île, en particulier le nord, est touchée par une importante pollution marine. À l'origine, les rejets dans la mer Méditerranée de déchets toxiques par une entreprise italienne de chimie, Montedison. C'est le début de l'affaire des boues rouges. Les Corses ne comprennent pas l'inaction des gouvernements français et italiens. Les mouvements autonomistes se renforcent. Face à l'engouement pour ces mouvements, Valéry Giscard d'Estaing et Jacques Chirac décident une seconde bidépartementalisation. Les départements de Corse-du-Sud et de Haute-Corse (avec le territoire de l'ancienne piève du Niolo) sont créés le 1er janvier 1976. Cependant, le plan initial proposé par la mission interministérielle sur l'aménagement et l'équipement de la Corse est drastiquement revu à la baisse. C'est en partie à cause de cela que se produisent les événements d'Aléria en août 1975.

### Événements d'Aléria
Au cours du mois d'août 1975, lors du congrès de l'Action régionaliste corse (ARC) à Corte, Edmond Simeoni déclare à la tribune : 
« Êtes-vous prêts à déclencher des grèves et des manifestations de soutien si l’on nous emprisonne ? Êtes-vous prêts à continuer la lutte sans merci si l’on nous tue ? »
 Le préfet de Corse prévient le 17 août sa hiérarchie d'une prochaine action d'éclat du mouvement, après avoir eu vent des propos de Simeoni, par ailleurs leader de l'ARC,. Le choix des responsables politiques du mouvement se porte sur un site agricole, dans un contexte de soupçons d'escroquerie sur la fabrication et la commercialisation du vin par les rapatriés d'Algérie.
Quelques jours plus tard, Simeoni et une poignée de militants occupent à Aléria le domaine viticole d'un certain Henri Depeille, d'origine pied-noir. Edmond et Max Simeoni dénoncent le régime fiscal dont bénéficient les expatriés et les expropriations dont les Corses seraient victimes. L'occupation se passe dans le calme, jusqu'à l'annonce par le ministre de l'Intérieur Michel Poniatowski qu'un commando armé va être envoyé sur place pour déloger les militants autonomistes. L'assaut fait deux morts parmi les gendarmes mobiles. Un militant a le pied arraché par l'explosion d'une grenade. Simeoni et certains de ses hommes se rendent, tandis que d'autres parviennent à prendre la fuite. L'ARC et les autres mouvements autonomistes sont dissouts par le gouvernement,. Paradoxalement, ce sont les événements d'Aléria qui font prendre conscience aux autorités de la nécessité d'un statut d'autonomie pour l'île.

### Depuis 1975
Peu de temps après les événements d'Aléria, des indépendantistes — parmi lesquels des militants présents à Aléria — annoncent la création du Front de libération nationale corse (FLNC). À partir de 1976, les attentats se multiplient et sont quasi-quotidiens jusqu’à la fin des années 2000. C'est le début de ce que les militants du FLNC appellent « la Nuit bleue ». Les premiers attentats ont lieu sur l'île, mais aussi Marseille et Nice. Le 17 avril 1981, pendant l'élection présidentielle, le FLNC organise un attentat à l'aéroport d'Ajaccio qui doit accueillir Valéry Giscard d'Estaing. Au total, l'attentat fait 1 mort et 8 blessés. L'élection de François Mitterrand modifie quelque peu les choses. Les nationalistes obtiennent satisfaction sur certaines revendications. La Cour de sûreté de l'État est supprimée, une université ouvre à Corte et prend le nom de université de Corse-Pascal-Paoli. Une loi d'amnistie permet la libération d'Edmond Simeoni.
Le premier statut de la Corse est adopté le 26 mars 1982, donnant à la Corse un statut avancé avec une assemblée régionale, La Corse cessa d’être une région en 1991, lorsque la loi a créé la collectivité territoriale de Corse (CTC), dotée d'un statut particulier en lieu et place de la région, accentuant la décentralisation sur l'île. Le Conseil exécutif de Corse est créé par le statut Joxe en 1992. Néanmoins, le FLNC n'accepte pas cette ouverture. L'élection de la première assemblée de Corse s'accompagne de 100 attentats. Le FLNC finit d'ailleurs par se diviser entre modérés et radicaux. Plusieurs mouvements parallèles sont créés en suivant.
Les années 1990 sont marquées par les violences, qui culminent le 6 février 1998 par l'assassinat de Claude Érignac alors préfet de l'île. En réponse, 20 000 personnes manifestent contre la violence à Ajaccio et Bastia. Les nationalistes perdent du terrain dans un premier temps. L'année suivante, le préfet Bernard Bonnet est arrêté pour avoir ordonné la destruction d'une paillote construite illégalement sur une plage du golfe d'Ajaccio.
Le 22 janvier 2002, le gouvernement français adopte la loi sur le statut, rendant la faculté pour l’Assemblée de Corse de présenter des propositions tendant à modifier ou à adapter des dispositions réglementaires en vigueur ou en cours d’élaboration concernant les compétences, l’organisation et le fonctionnement de l’ensemble des collectivités territoriales de Corse, ainsi que toutes dispositions réglementaires concernant le développement économique, social et culturel de la Corse.
En 2003, une première tentative de modification du statut territorial de la Corse est organisée mais elle échoue. Les Corses rejettent la proposition lors d'un référendum local. Le maire de Bastia et ancien ministre Émile Zuccarelli joua un grand rôle dans le rejet de la proposition. La même année, l'île est fortement affectée par un épisode caniculaire. À partir de la fin des années 2000 les actions violentes d’origine nationaliste diminuent très fortement sans disparaître totalement.
Finalement, un projet de collectivité territoriale unique est présenté et adopté en 2015. Lors des élections territoriales de décembre 2015, les autonomistes et les nationalistes s'allient et remportent les élections. Ils remportent également les élections territoriales de 2017 qui sont les premières pour la collectivité territoriale unique. La Corse est placée sous ce statut le 1er janvier 2018.
Après l'assassinat d'Yvan Colonna, emprisonné à la maison centrale d'Arles à la suite de sa condamnation pour le meurtre de Claude Érignac en 1998, la Corse connaît des troubles violents. Quelques mois plus tard, l'île connaît un épisode orageux exceptionnel avec des vents proches de 200 km/h. L'épisode cause de nombreux dégâts et plusieurs personnes sont décédées.
En janvier 2025, l'Assemblée créée une mission d'information sur l’avenir institutionnel de la corse, La mission d'information, pourra laisser place, à un vrai pouvoir législatif, si au terme de 5 ans, le statut d'adaptation s'avère insuffisant.
Le 30 juillet 2025, le conseil des ministres adopte, le projet de loi constitutionnelle portant sur le statut d’autonomie de la Corse au sein de la République française. Pour être adoptée, cette réforme constitutionnelle doit être votée, par l’Assemblée nationale, et puis le Sénat, puis, lors de leur réunion en Congrès.